# Wat Arun
 (mai 2025).
 (mai 2025).
Si vous disposez d'ouvrages ou d'articles de référence ou si vous connaissez des sites web de qualité traitant du thème abordé ici, merci de compléter l'article en donnant les références utiles à sa vérifiabilité et en les liant à la section « Notes et références ».
Le Wat Arun (thaï : วัดอรุณ ; API : [wát ʔarun] ; litt. Le temple de l'aube ou Le temple de l'aurore) est un temple (wat) bouddhiste de Bangkok, Thaïlande.
Ce temple est situé dans le quartier de Bangkok Yai, sur la rive droite (Ouest) du fleuve Chao Phraya. Son nom complet est Wat Arunratchawararam Ratchaworamahavihara (วัดอรุณราชวรารามราชวรมหาวิหาร).
Le temple doit son nom au dieu hindou Aruna, symbole de l'aurore.
Le prang central de Wat Arun est inscrit sur la liste indicative du patrimoine mondial de l'Unesco depuis avril 2025,,.

## Histoire
Construit durant la période d'Ayutthaya (1351-1767), son nom d'origine était Wat Makok  (วัด มะกอก). Il a été renommé Wat Chaeng (วัด แจ้ง ; temple de l'aube) et rénové en 1768 par le roi Taksin le grand quand il établit la nouvelle capitale à Thonburi après la chute d'Ayutthaya. 

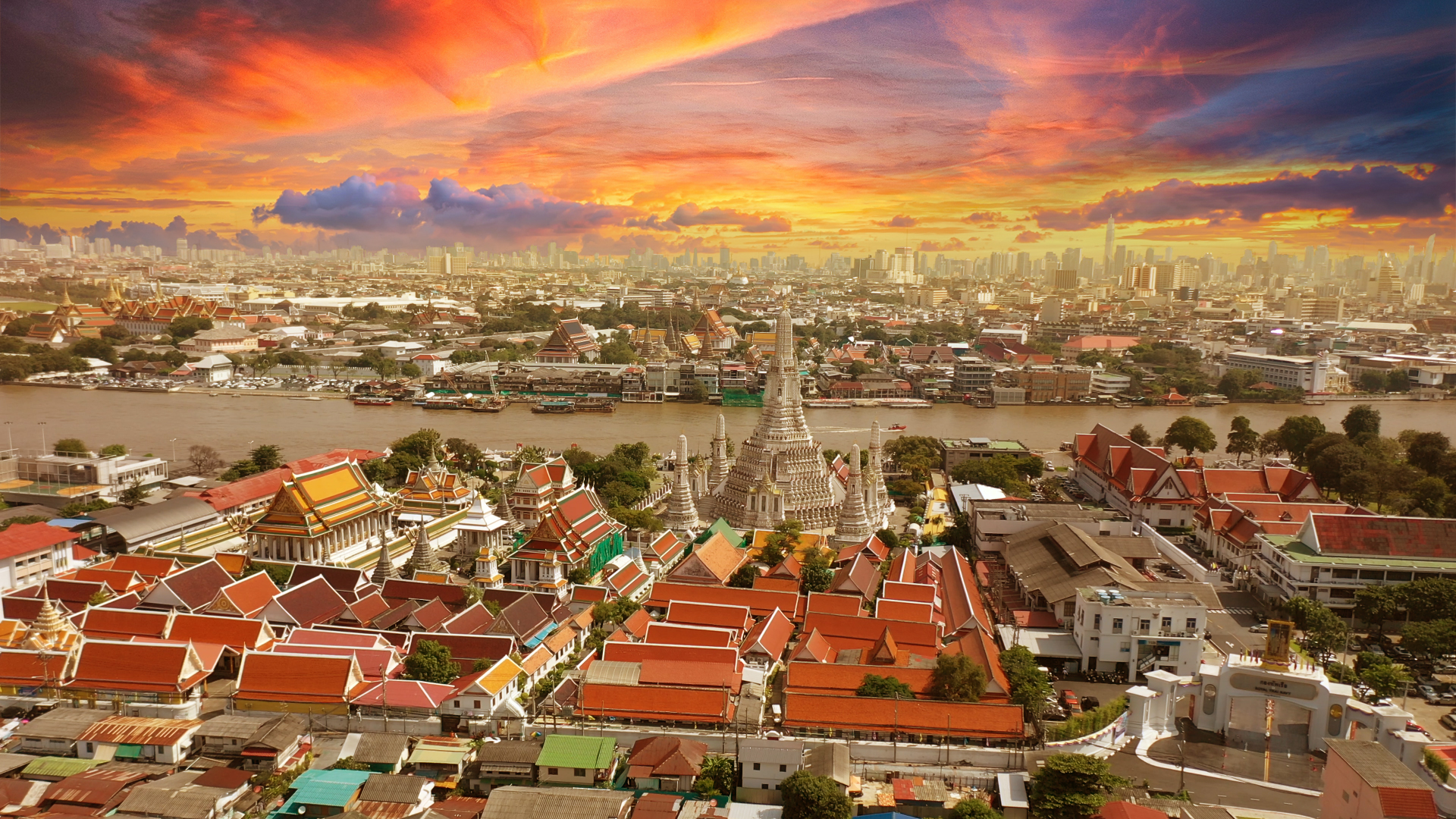
Wat Arun avec au centre son Prang central et à gauche son ubosot (bot) et son wihan principal

Ce temple bouddhiste a abrité entre 1778 et 1784 le Bouddha d'émeraude saisi à Vientiane.

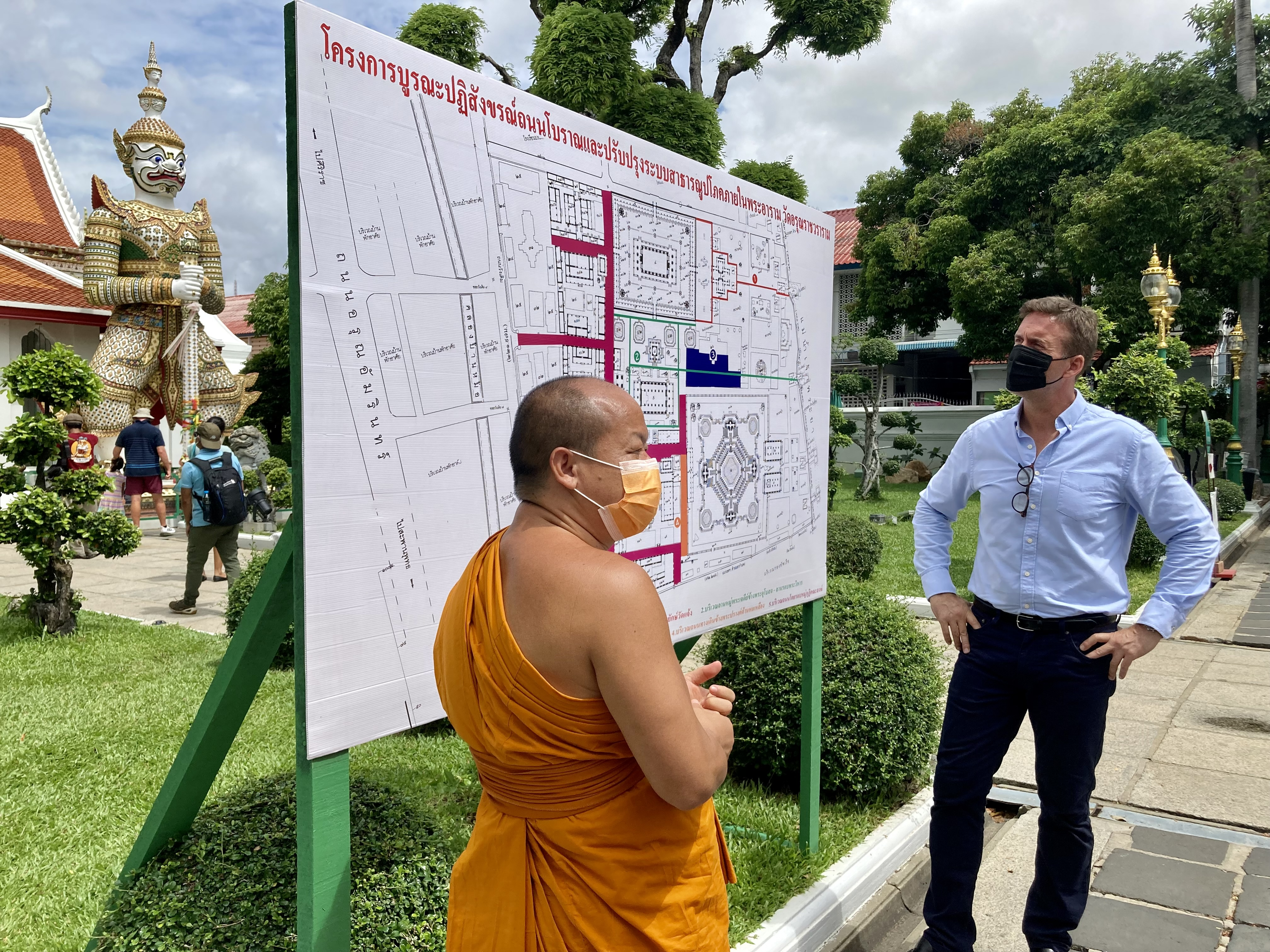
Plan de Wat Arun

Il a été presque entièrement reconstruit à partir de 1792 par le roi Rama II, les travaux s'achevant  sous Rama III (1824–1851). Le roi Rama IX donne finalement à ce temple le nom de Wat Arun.

## Description

### Le prang central
Le prang central s'élève à 82 m. C'est un stûpa ou chedi coiffé d'un prang de 15 m de haut. 
La circonférence de la base du prang central est de 234 mètres (soit un cercle de 75 m de diamètre). 
Dans l'iconographie bouddhiste, le prang central est considéré comme ayant trois niveaux symboliques de bas en haut : 
- le Traiphum, qui évoque les trente et un mondes de la réincarnation,
- le paradis Tavatimsa, la sphère des trente-trois dieux, où tous les désirs sont exaucés,
- et le Devaphum, le sommet du mont Meru surmonté de la foudre (vajra), l'arme d'Indra.

Sur la deuxième terrasse du prang central, on trouve quatre statues du dieu Hindou Indra chevauchant Erawan ; et ce monument est surmonté d'un trident à sept branches, mentionné par de nombreuses sources comme le "trident de Shiva". 

Le très fort taux d'inclinaison des escaliers du prang central atteste de la difficulté d'atteindre les niveaux supérieurs de l'existence.

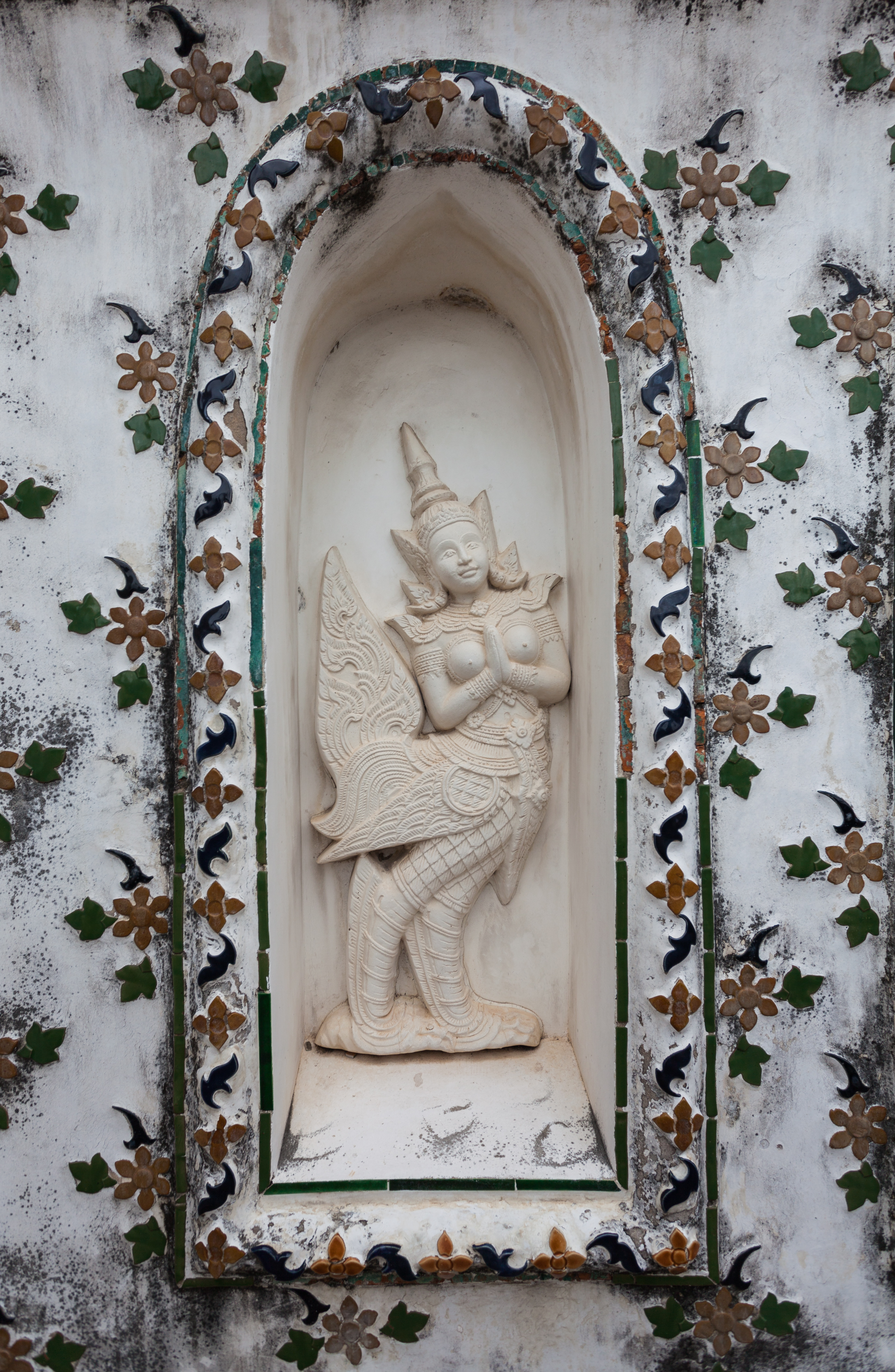
Kinnari et fleurs en porcelaine de Chine

Les points cardinaux du prang central sont matérialisés par quatre petits mondops (Est / Sud / Ouest / Nord). 

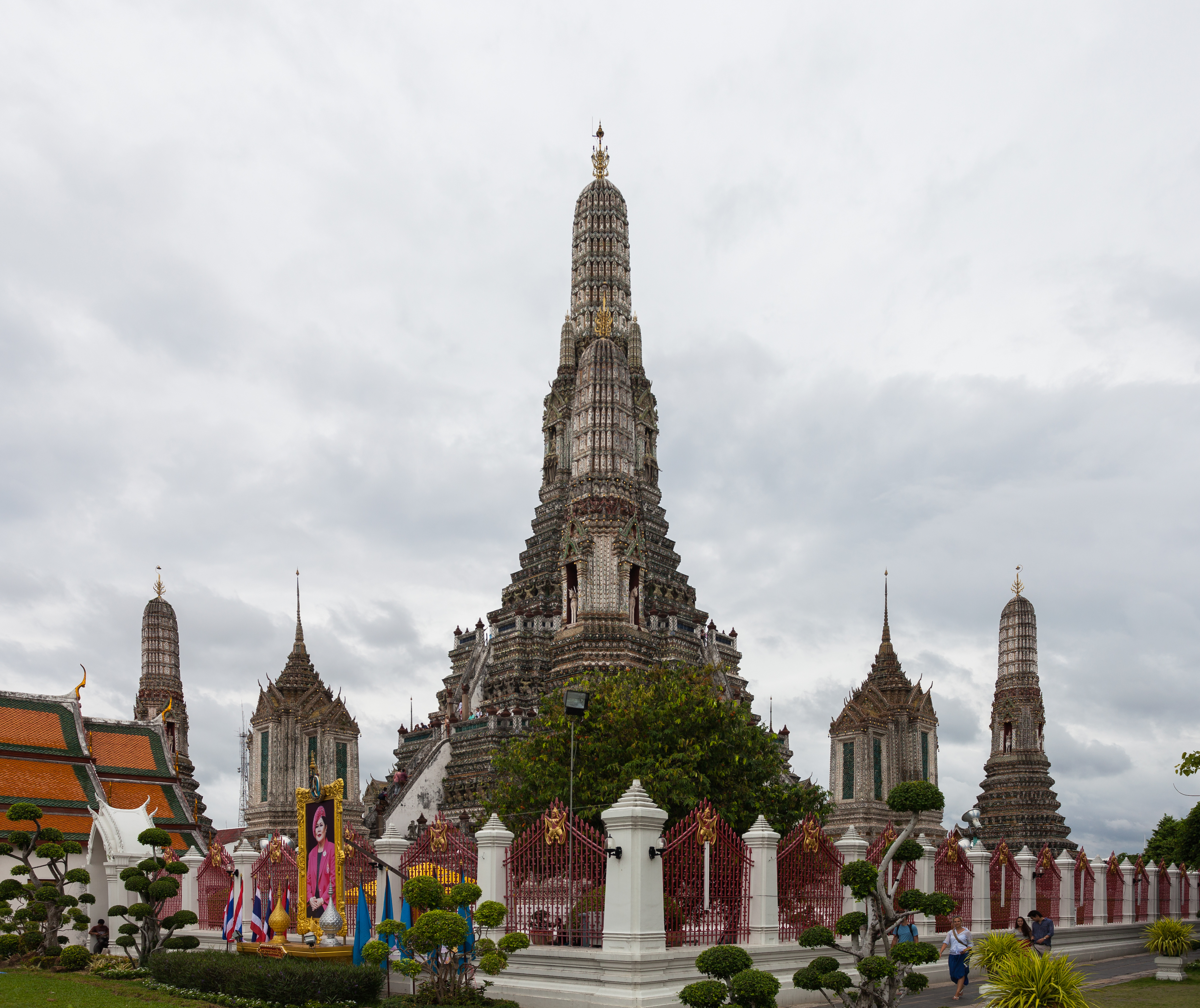
Prang central entouré de 4 prangs plus petits (ici, 2 visibles) et de 4 petits mondops (2 visibles sur la photo)

L'ensemble architectural du prang central de forme carré comprend aussi quatre petits prangs (en) à chaque angle (Nord-Est / Sud-Est / Sud-Ouest / Nord-Ouest), petits prangs qui abritent des statues de Nayu (la divinité du vent) à cheval. 

Ensemble architectural du prang central
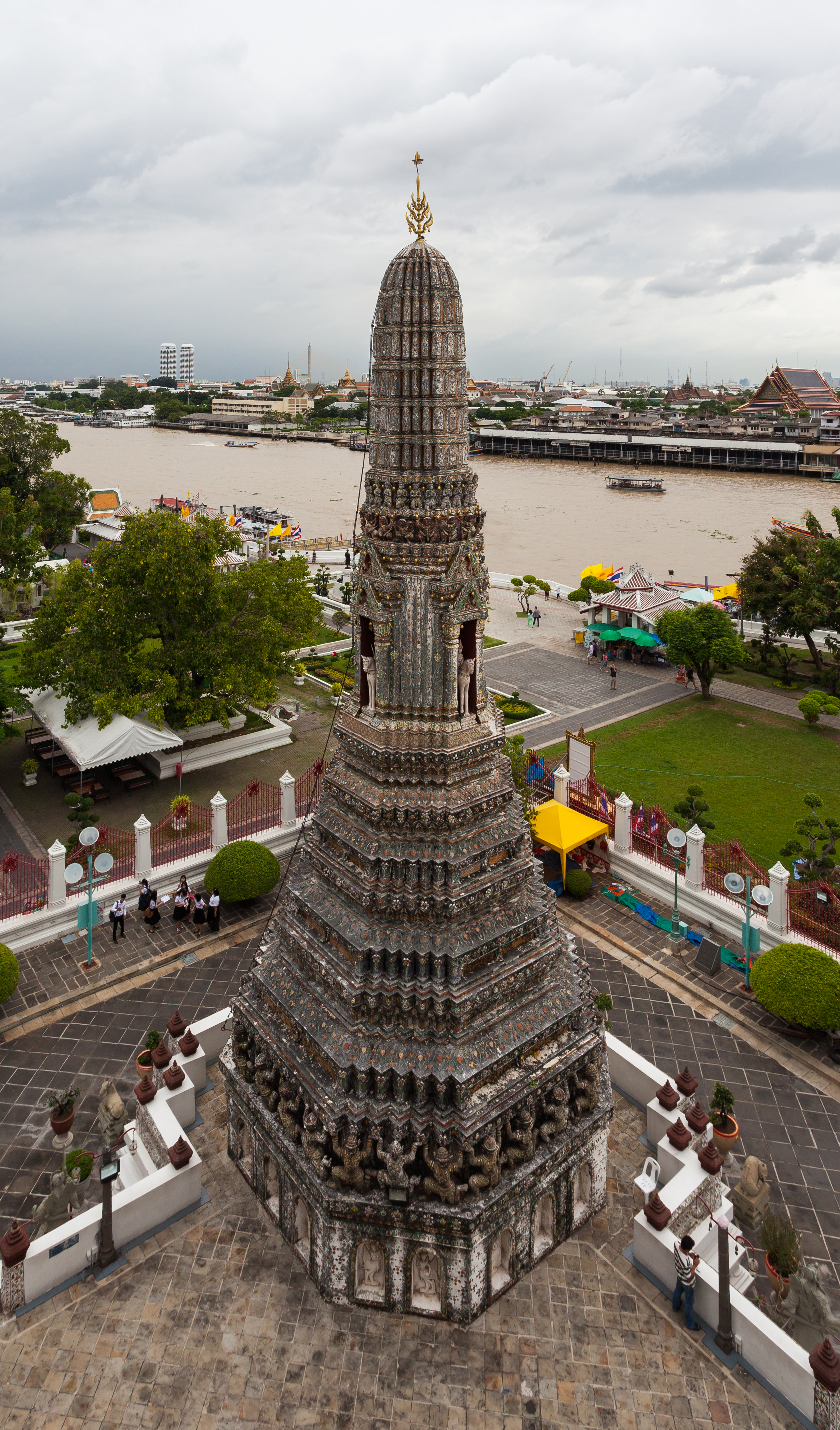
Petit prang à chaque angle
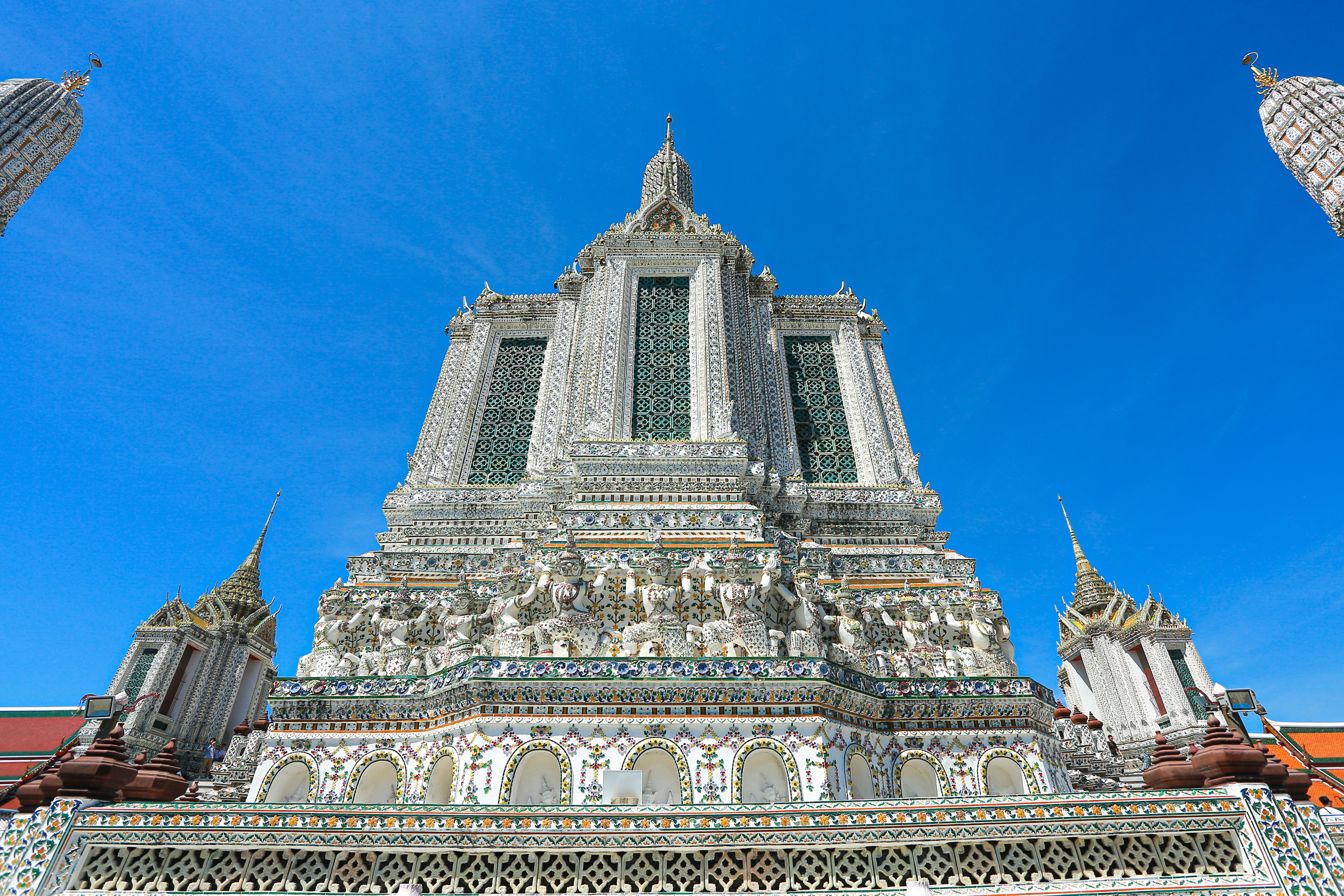
Petit mondop indiquant un point cardinal
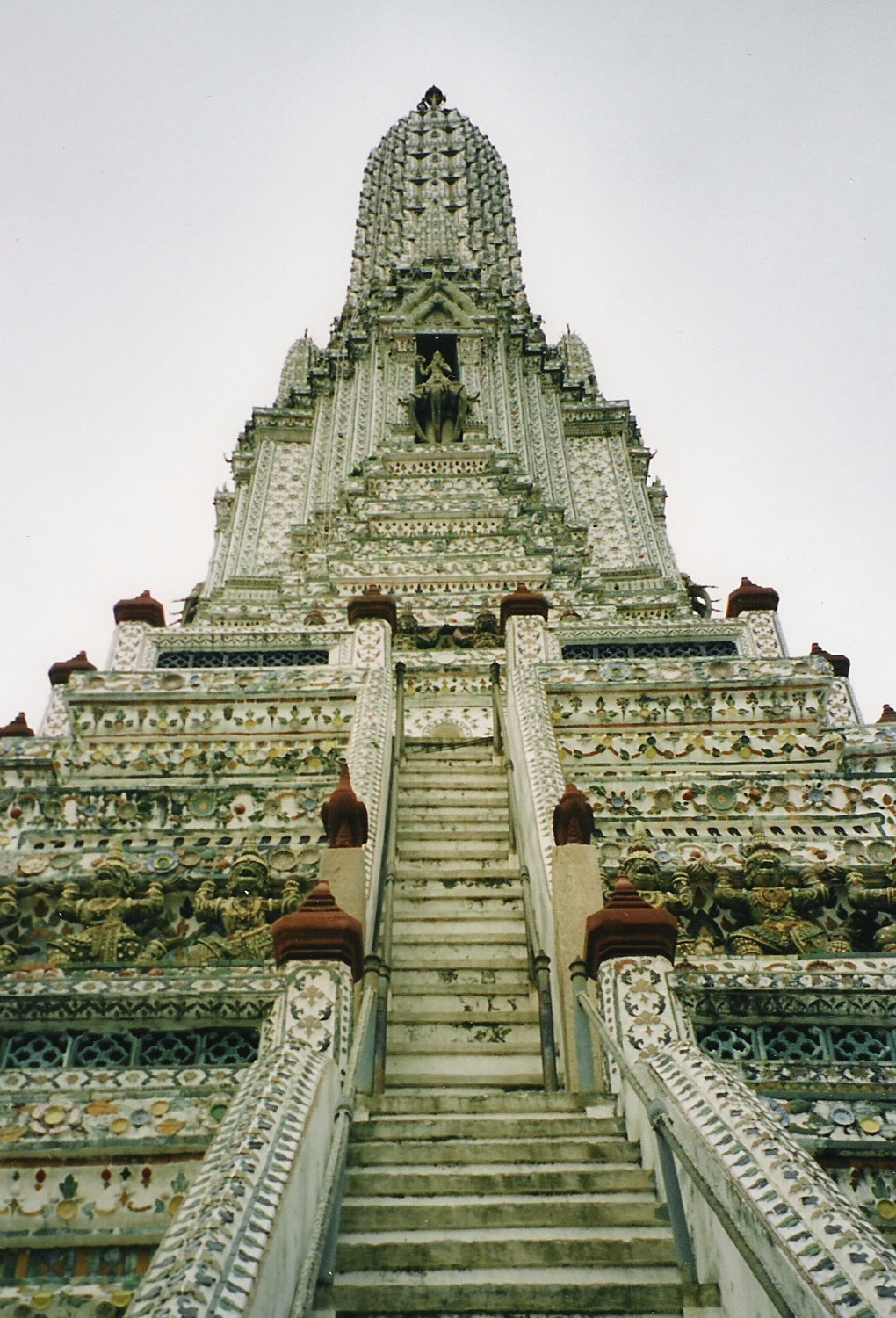
Les escaliers escarpés du prang central
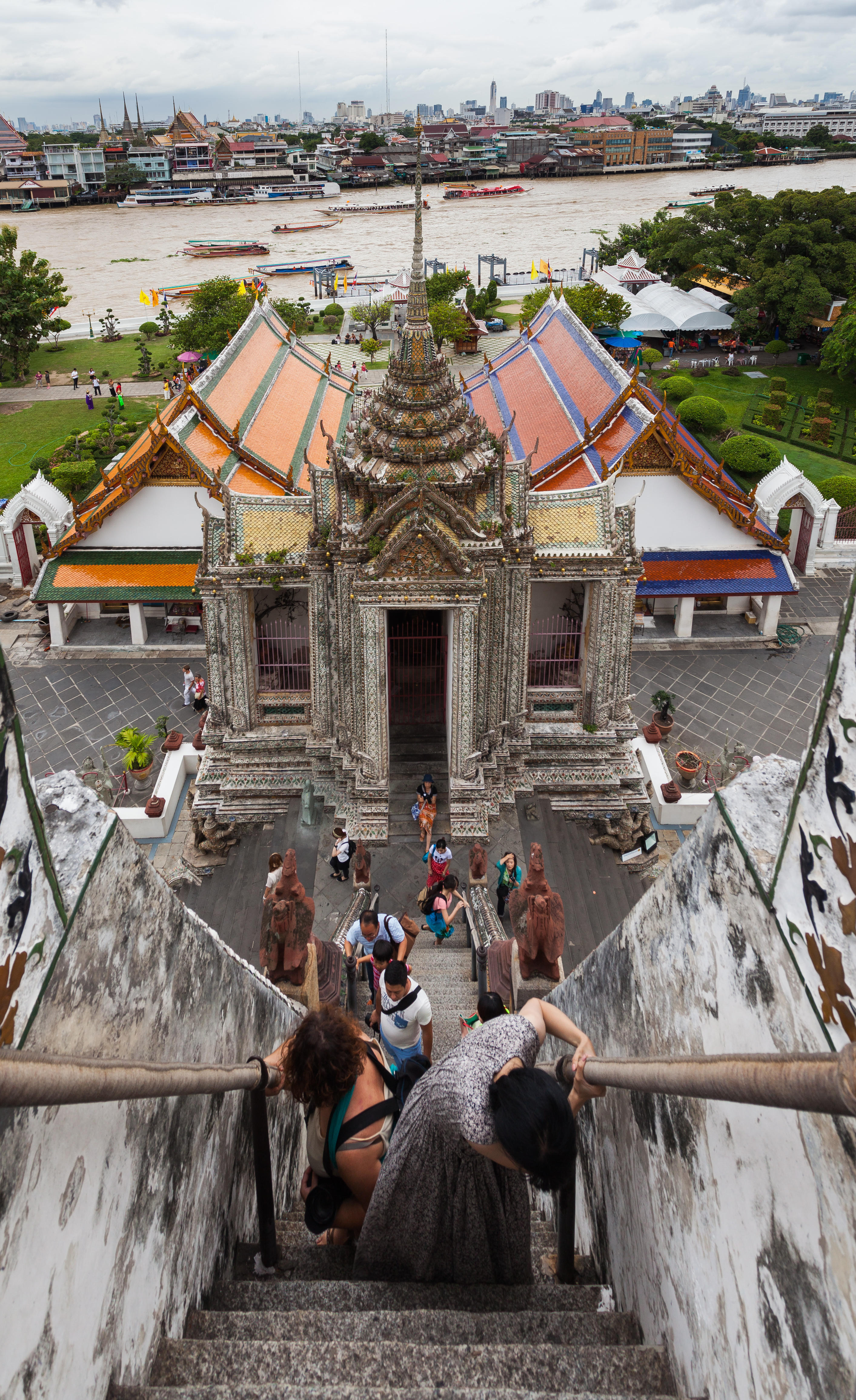
Difficile ascension pour atteindre les niveaux supérieurs...
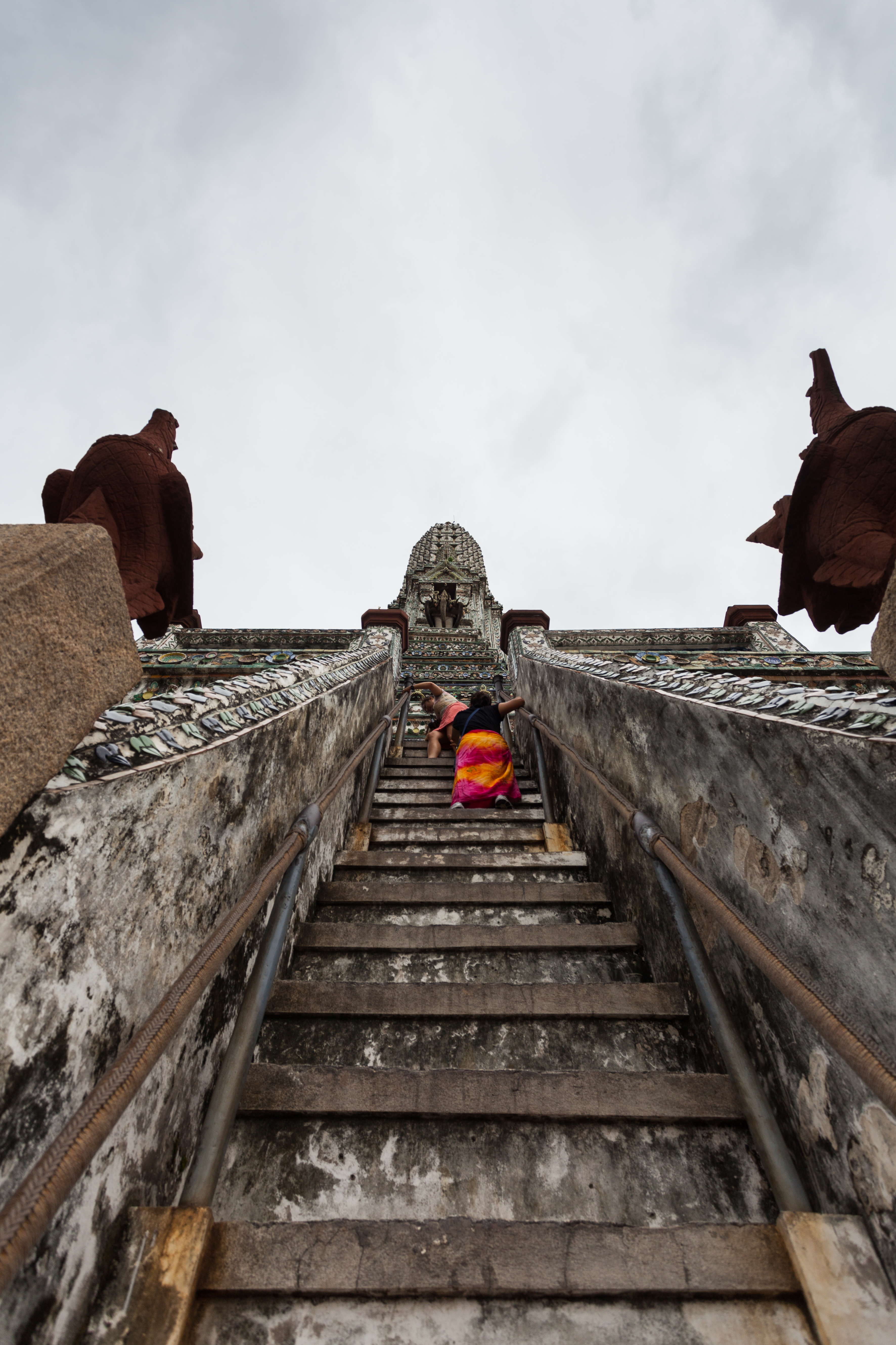
... de l'existence

Autour de l'ensemble architectural  du prang central, on trouve différentes statues d'animaux et de gardiens-soldats chinois. 

Il y a aussi des  kinaries (femmes-oiseaux aux mains jointes).

Statues d'animaux
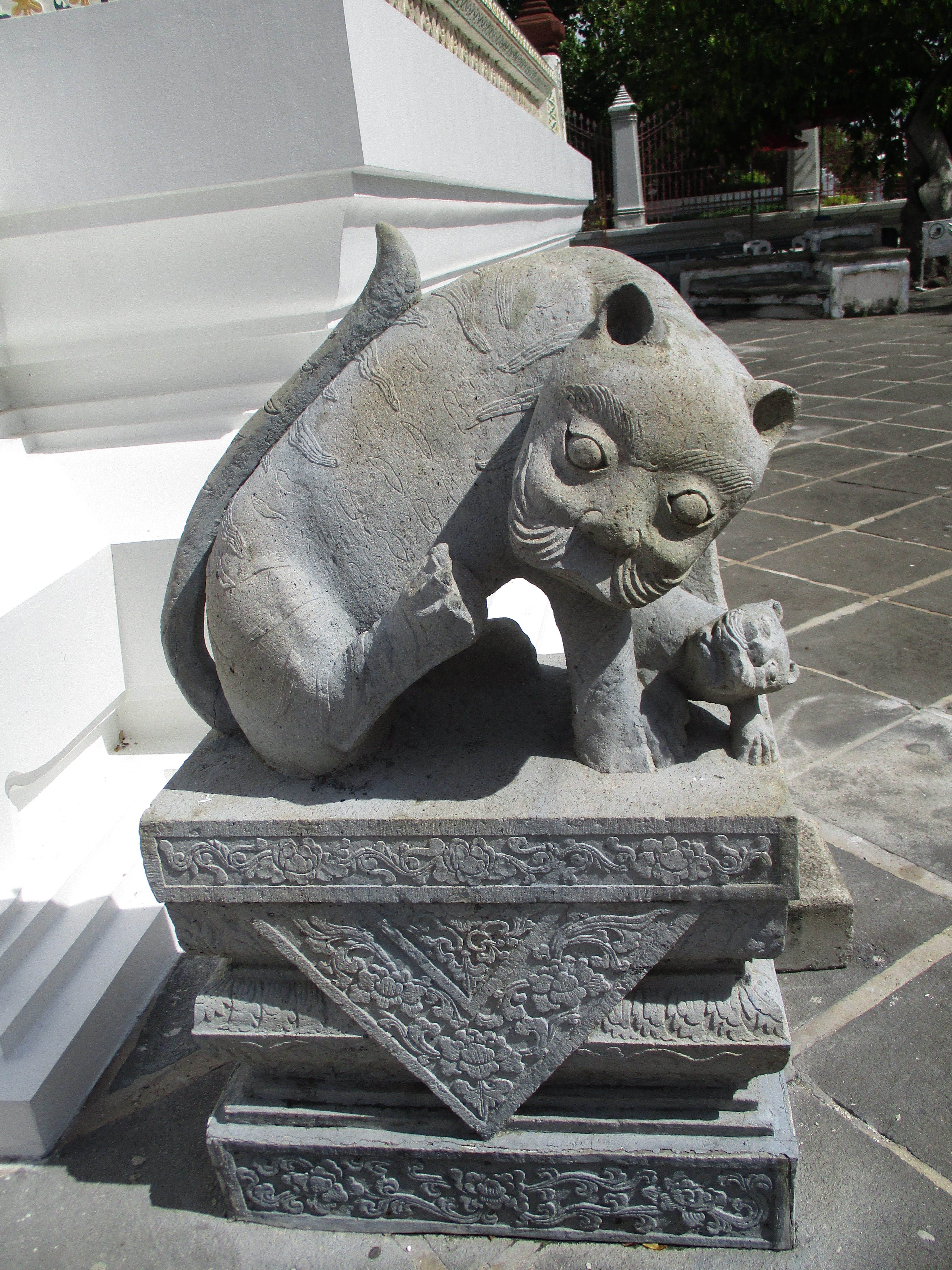
Tigresse et son petit
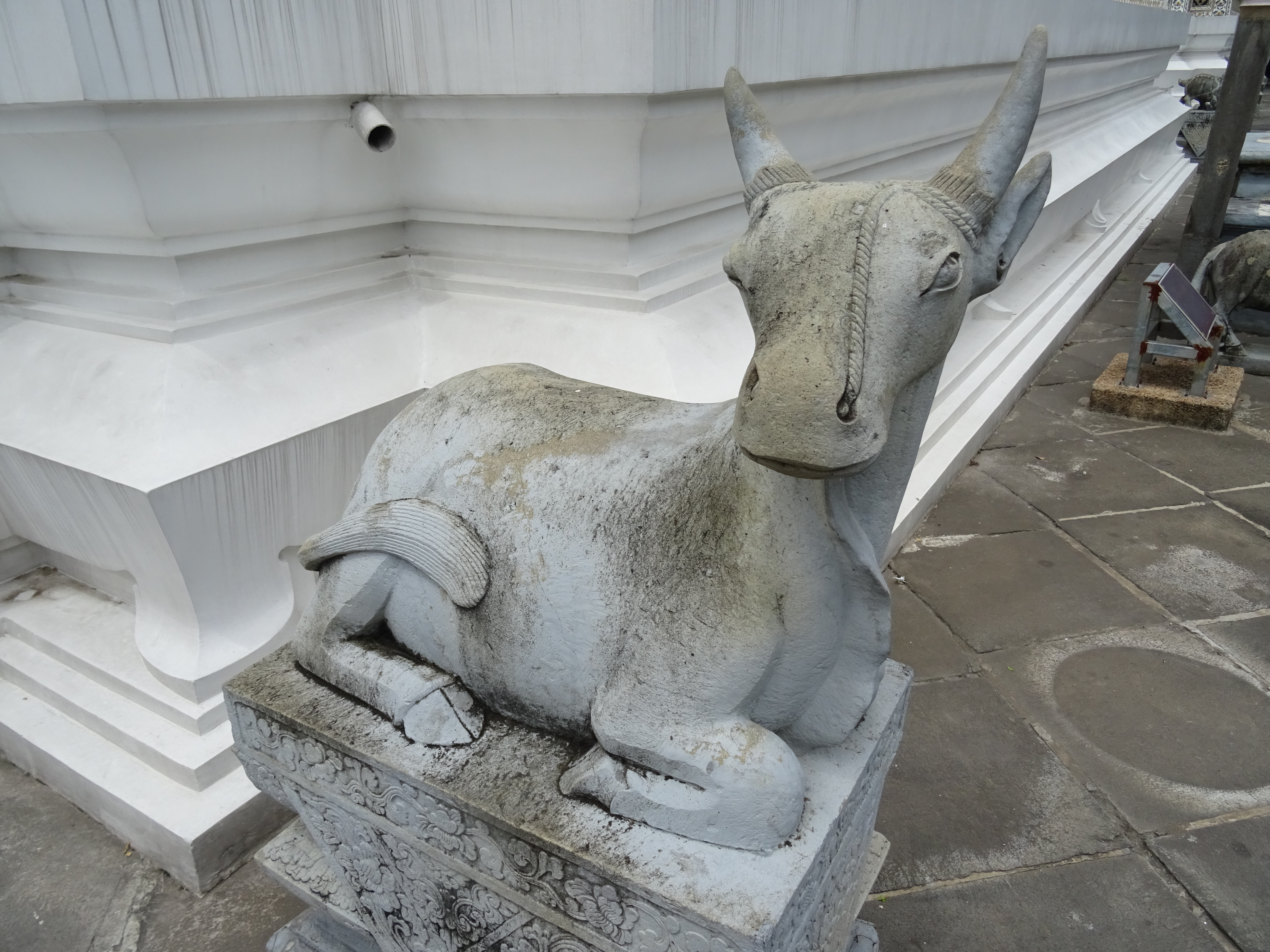
Buffle
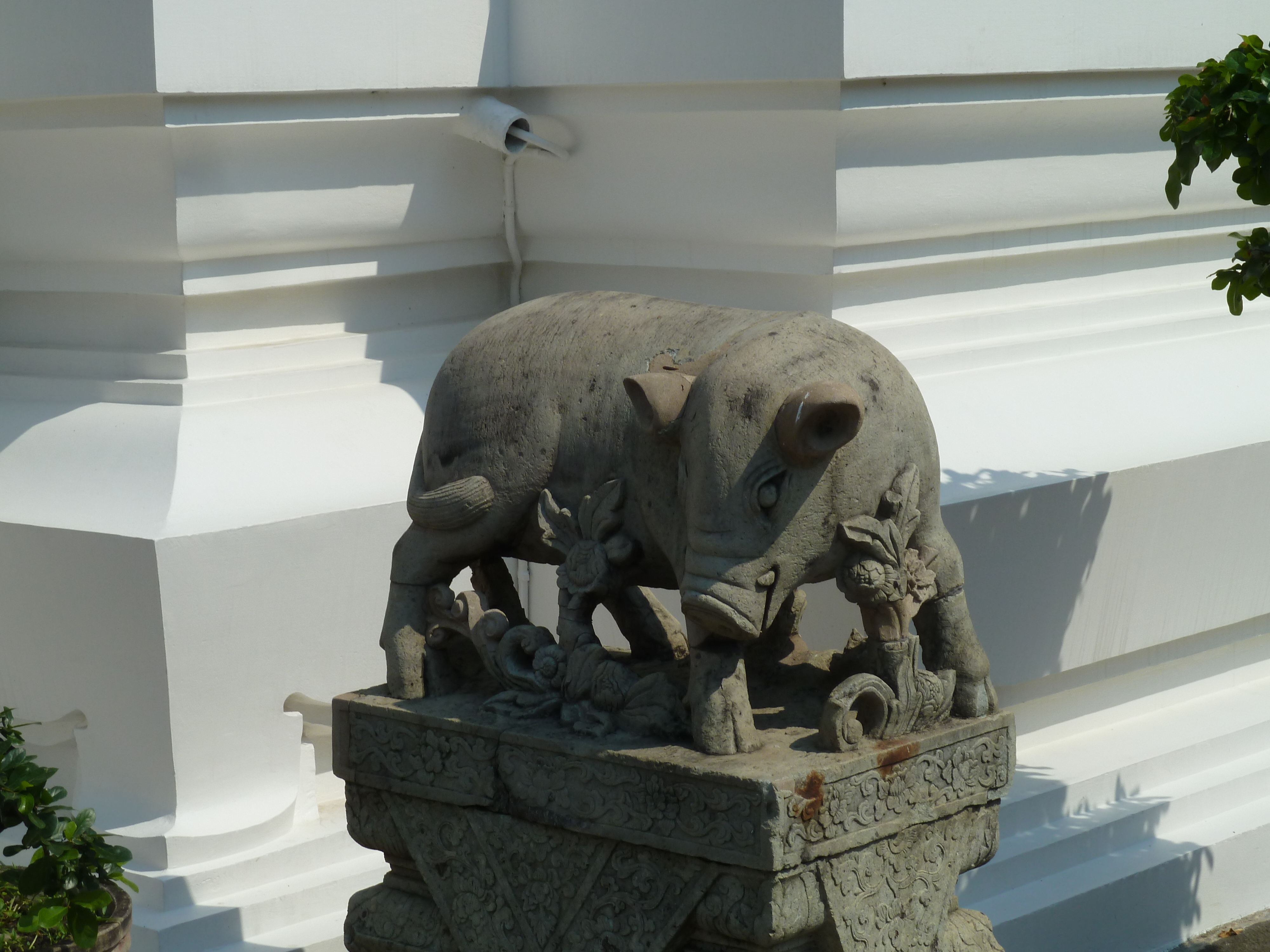
Cochon sauvage
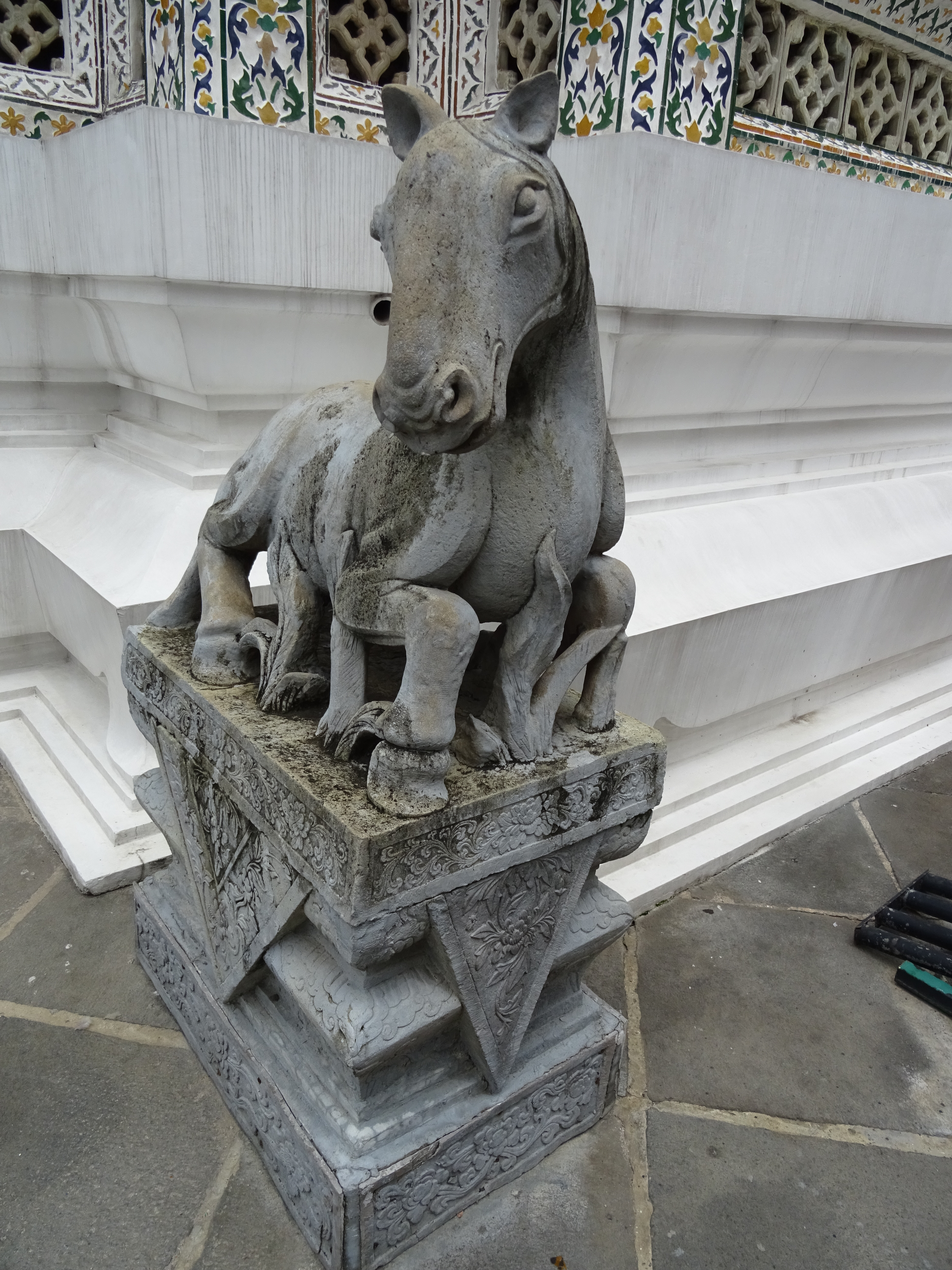
Cheval
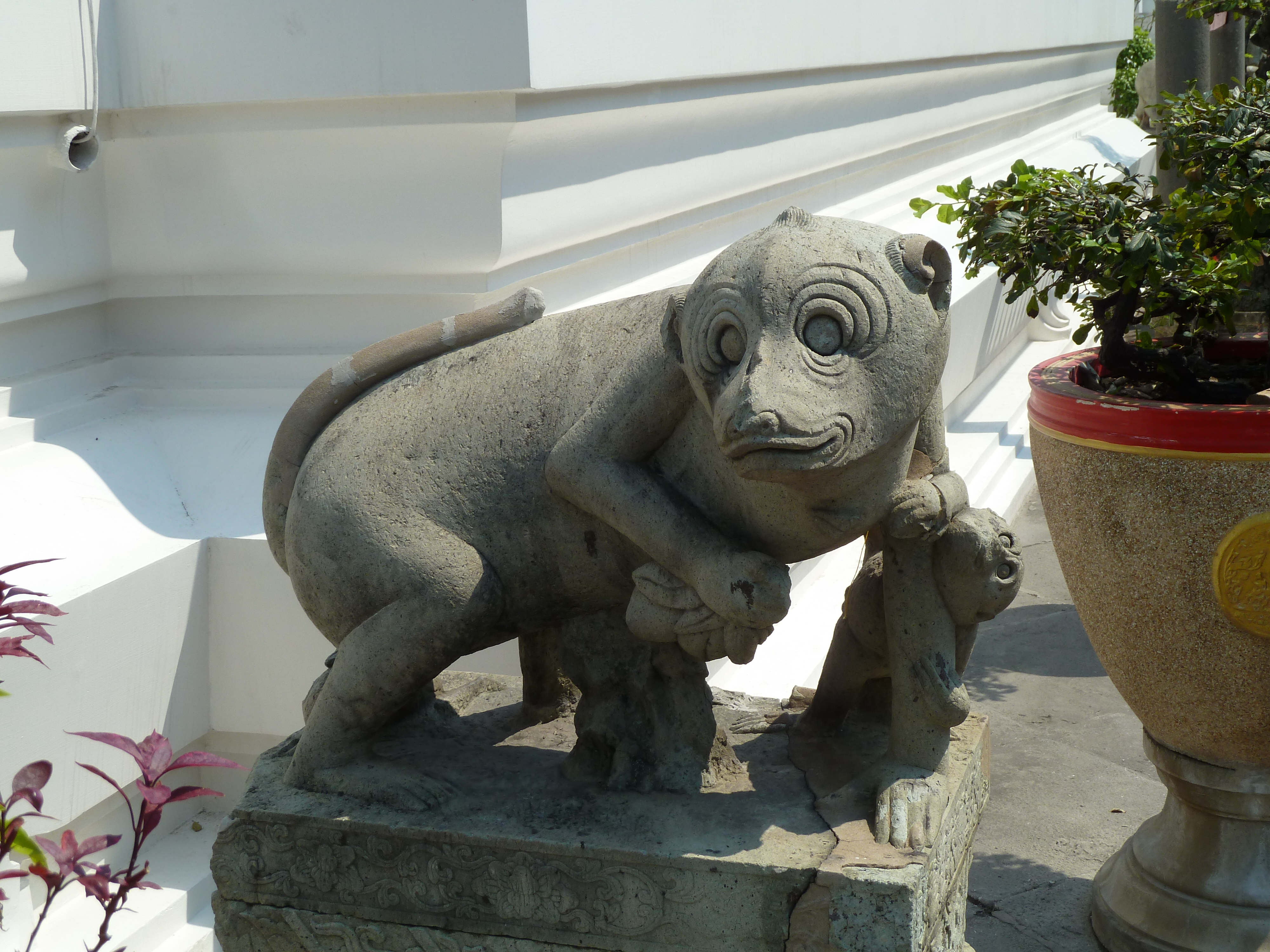
Singe et son petit

Gardiens-soldats chinois
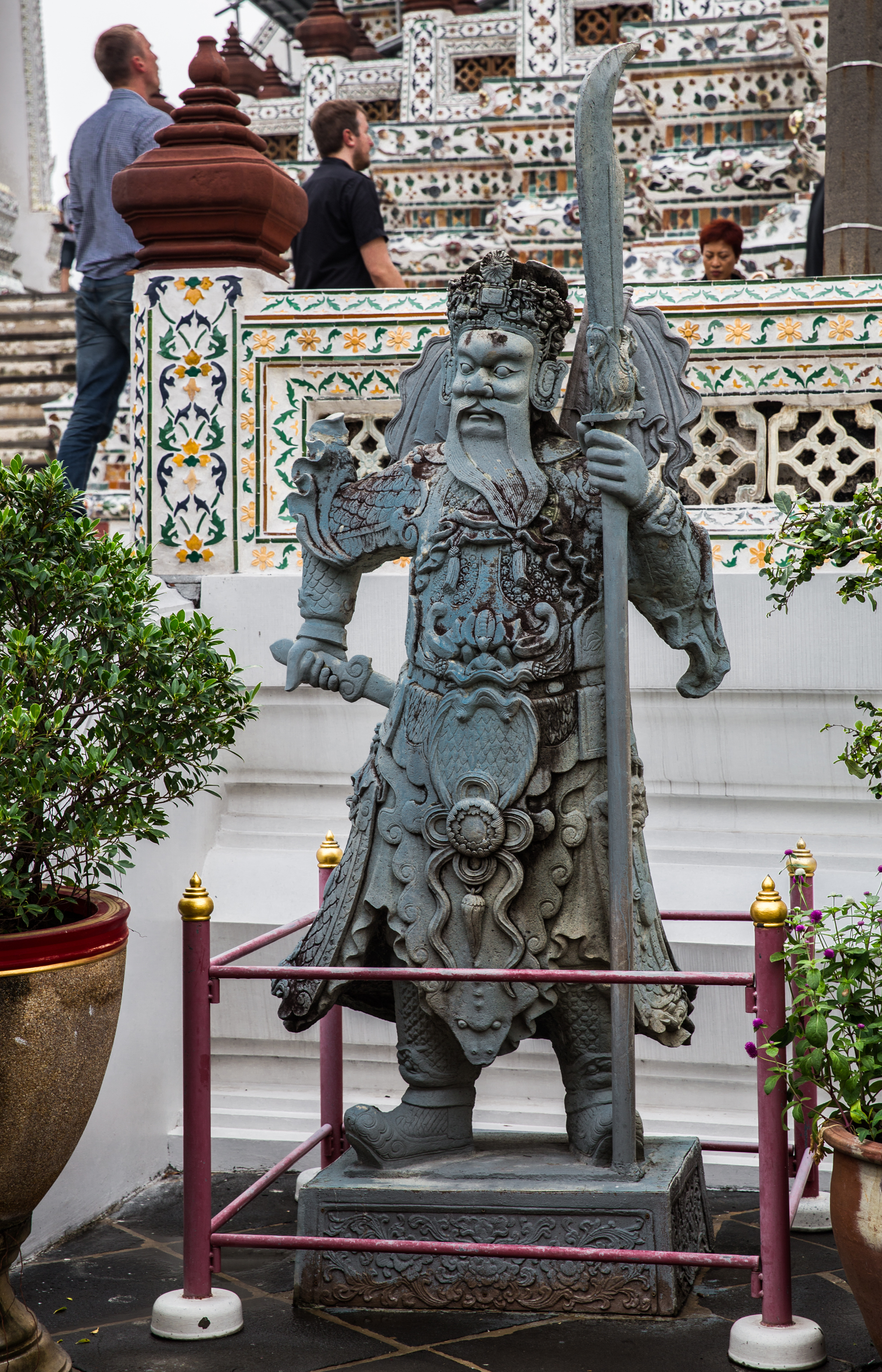
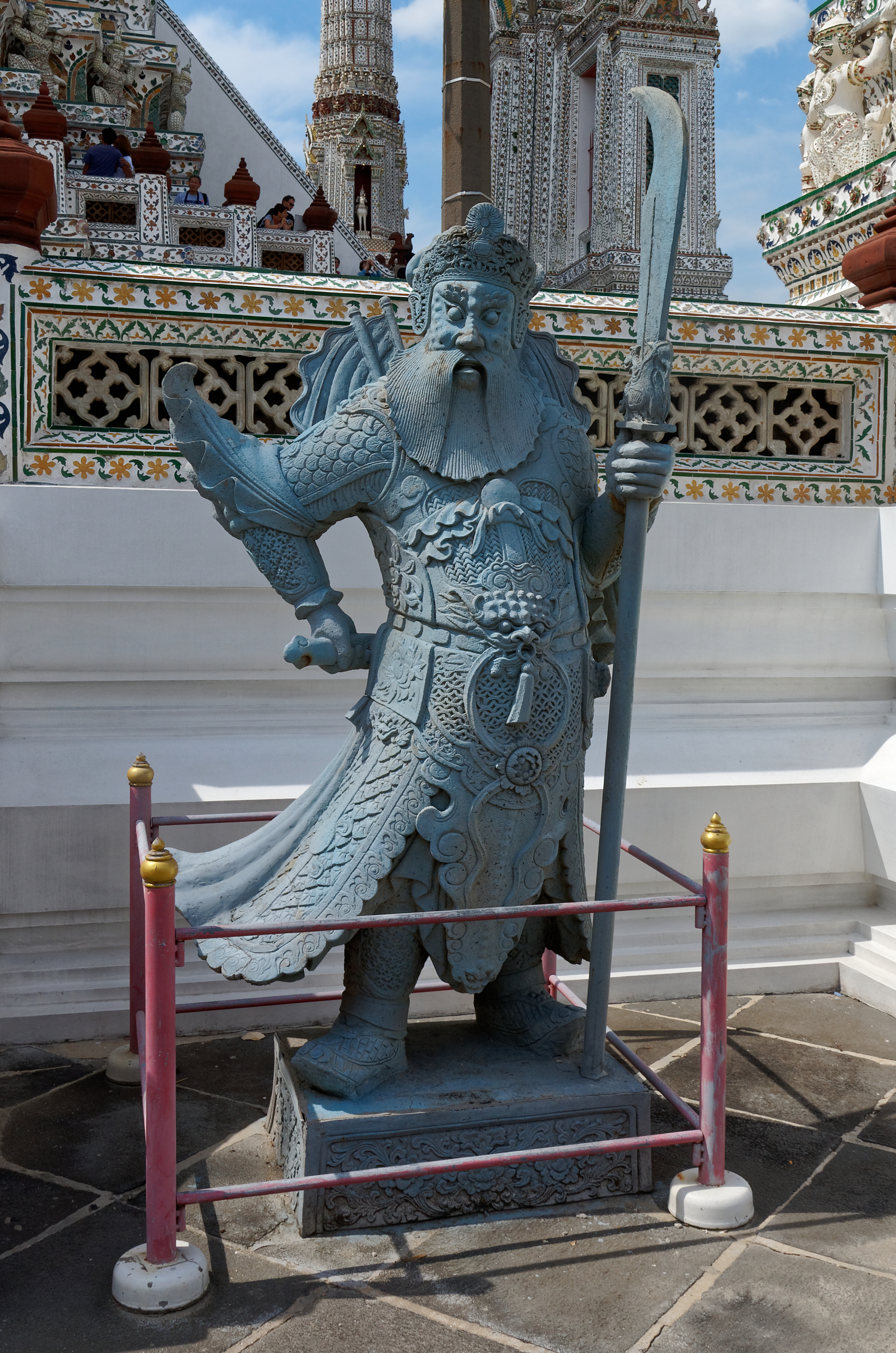
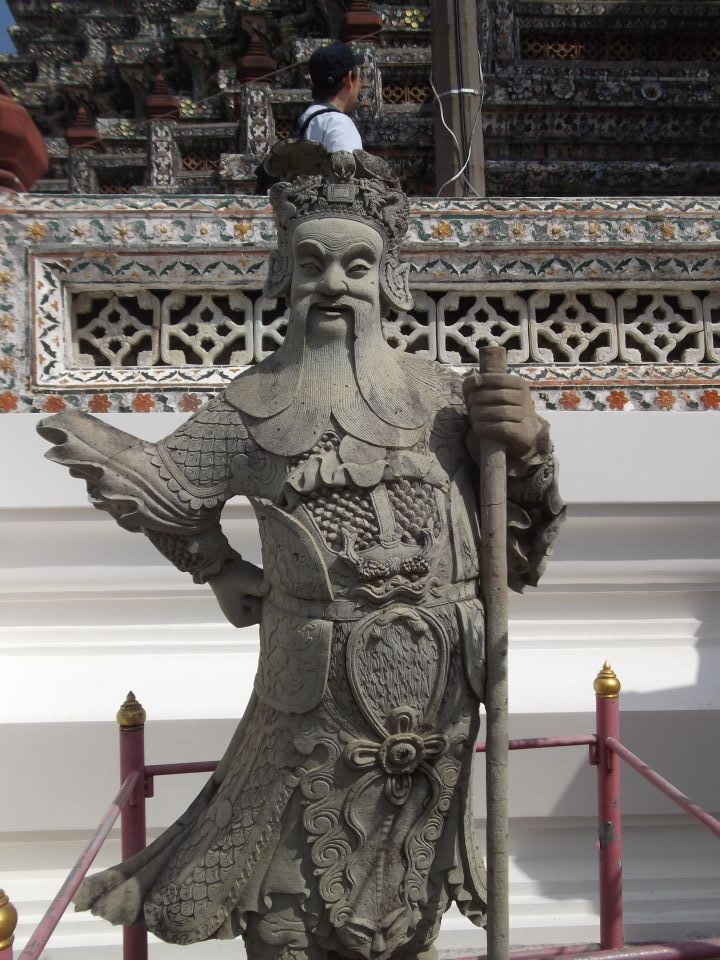
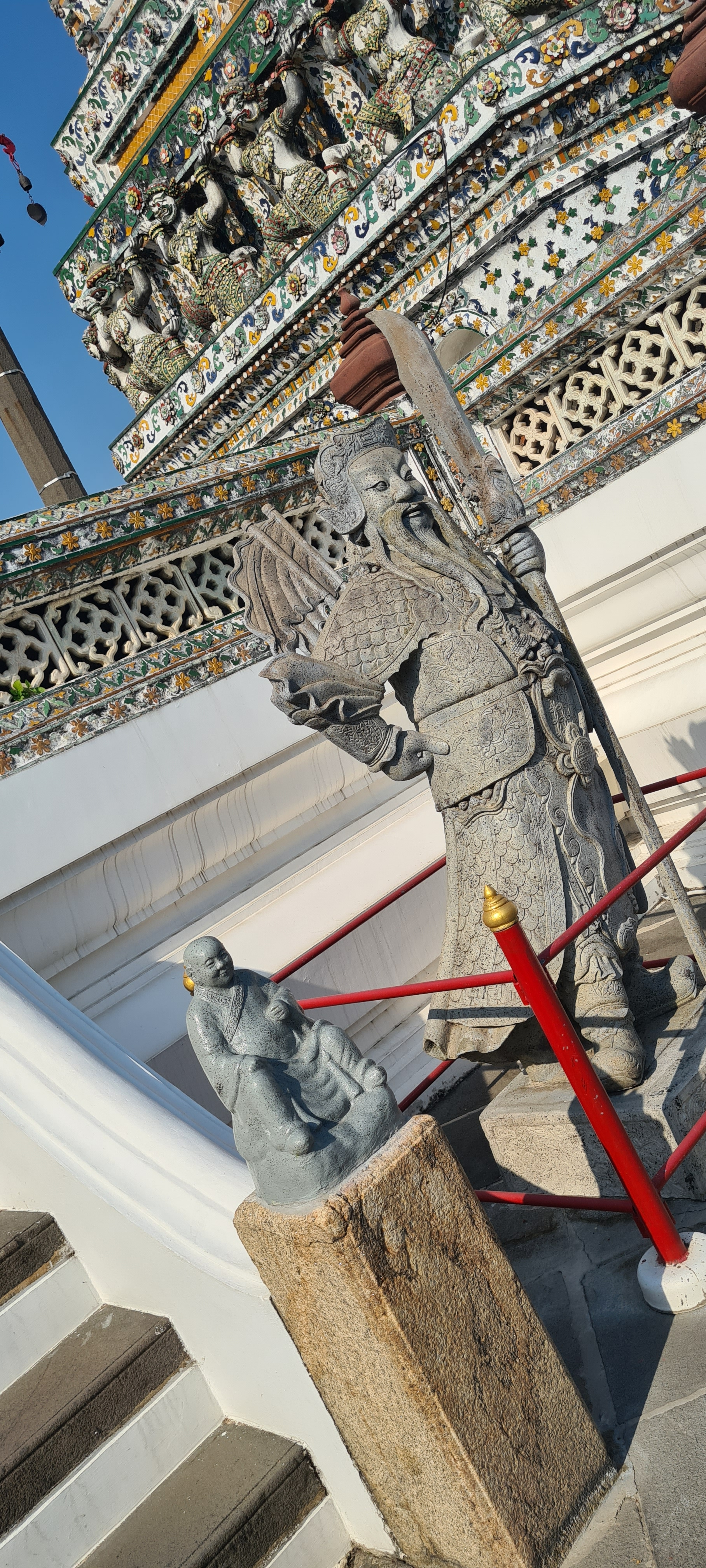
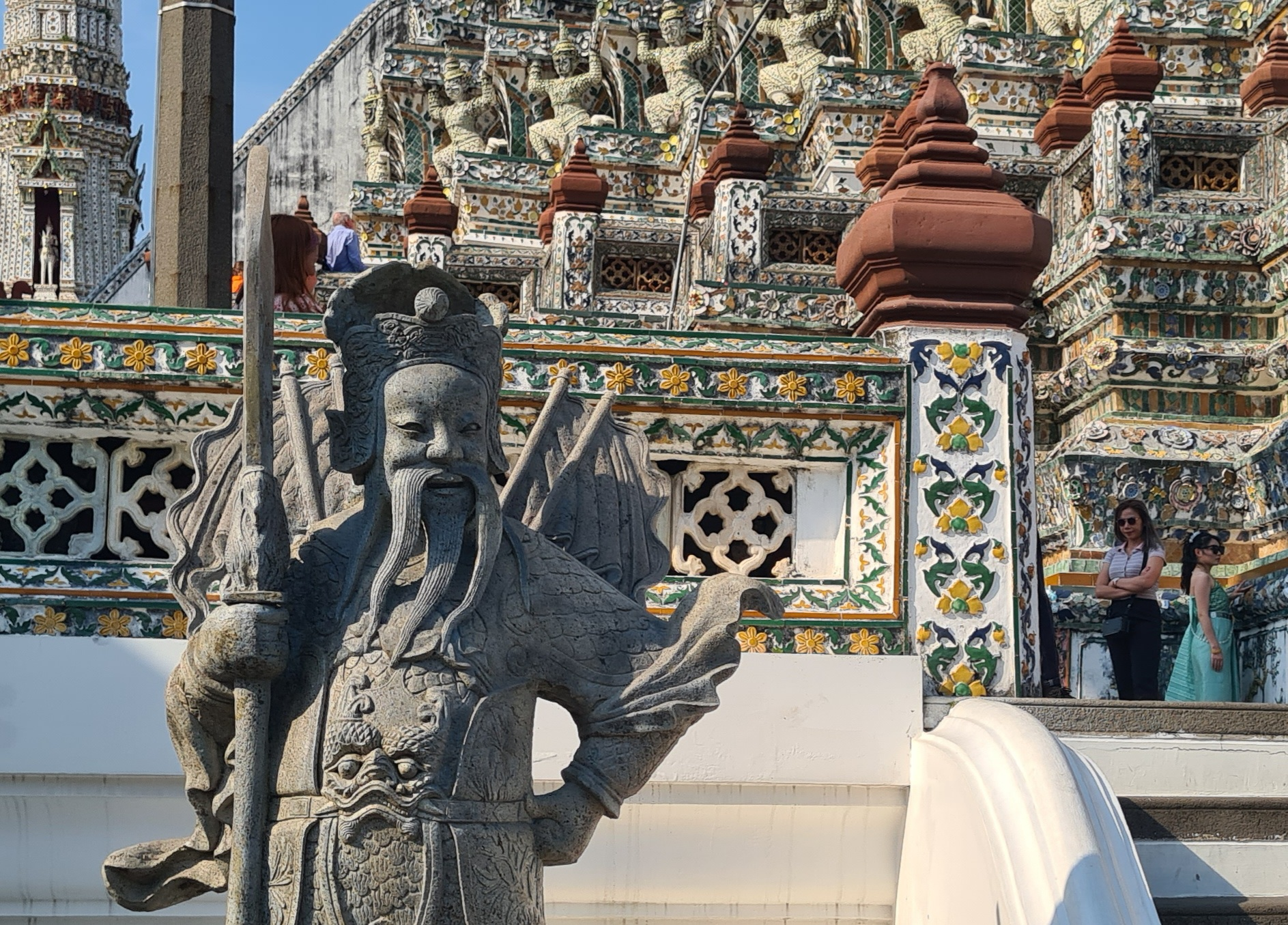

### Autres bâtiments de Wat Arun
Outre son emblématique prang central et les monuments associés (petits prangs et petits mondops), le temple bouddhiste de Wat Arun possède bien sûr aussi un ubosot (ou bot) et un wihan principal ainsi qu'un grand mondop, quatre chedi, etc.
Le bot ou ubosot, c'est le sanctuaire principal qui accueille les ordinations des bonzes et diverses cérémonies auxquelles les laïcs ne prennent pas part comme par exemple la récitation des Pātimokkha. L'Ubosot est facilement identifiable par ses pierres bai sema qui délimitent son aire sacrée. On accède à l'ubosot de Wat Arun par l'entrée Est, une porte gardée par les Yaksha Thotsakan et Sahat Decha.
Le vihara (ou wihan), c'est la grande salle où les bonzes et les fidèles, religieux et laïcs, se réunissent pour faire des offrandes de fleurs et d'encens, écouter les sermons etc.
Le mondop, c'est un bâtiment carré utilisé pour abriter les textes ou objets religieux du culte.
Le chedi (ou stupa), c'est un édifice contenant des reliques du Bouddha ou de personnages sacrés comme les rois, les membres de la famille royale, les grands dignitaires religieux etc. 

De plus, au bord du fleuve se trouvent six pavillons (sala) dans le style chinois. Ces pavillons sont faits de granit vert et ils sont reliés à des embarcadères.

Temple de l'Aube Wat Arun
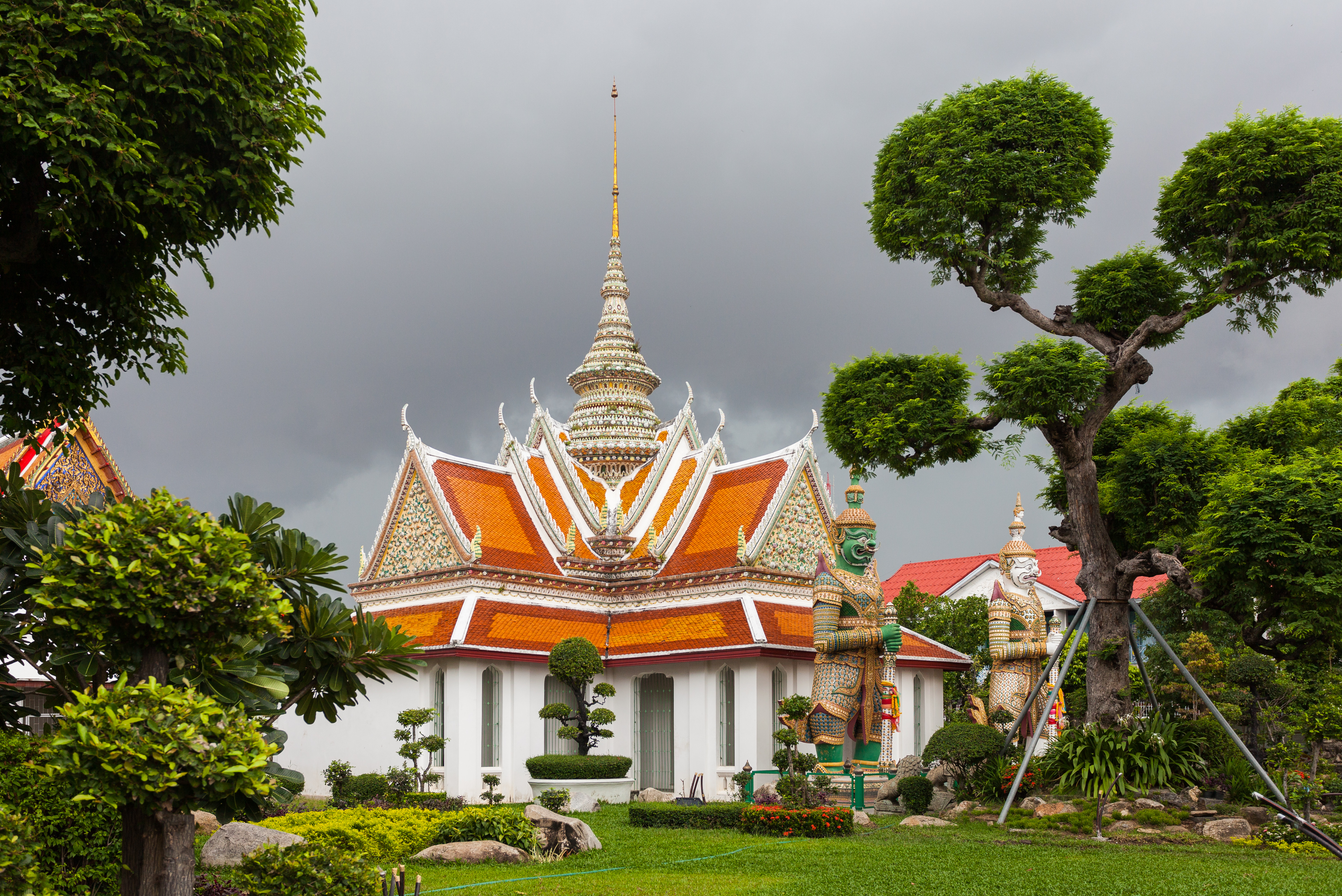
Entrée Est de l'ubosot (bot)
Entrée Est de l'ubosot (bot) et ses gardiens Yaksha
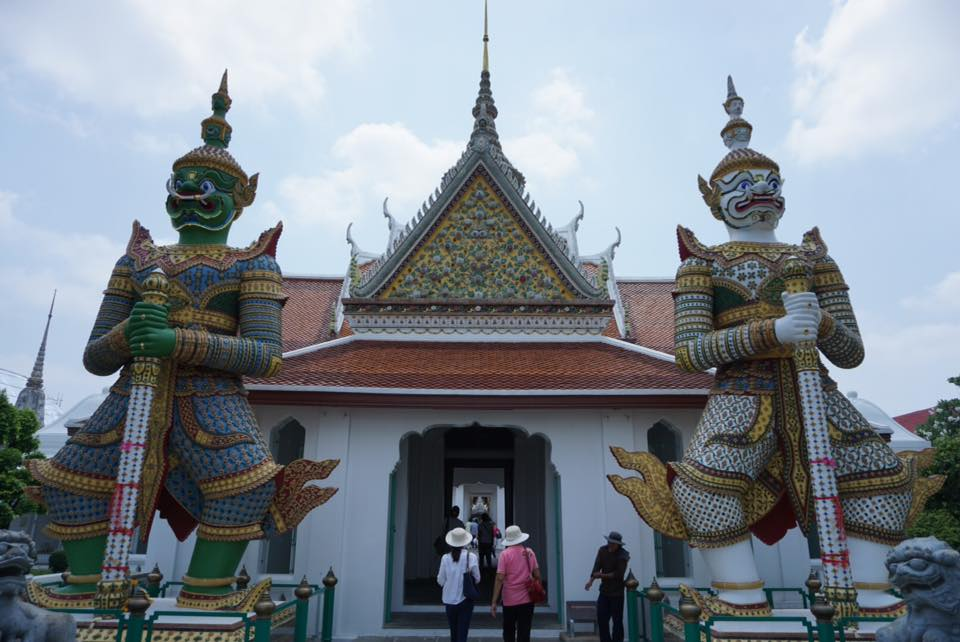
Gardiens Yaksha de l'entrée : à gauche, Thotsakan ; à droite, Sahat Decha[5].
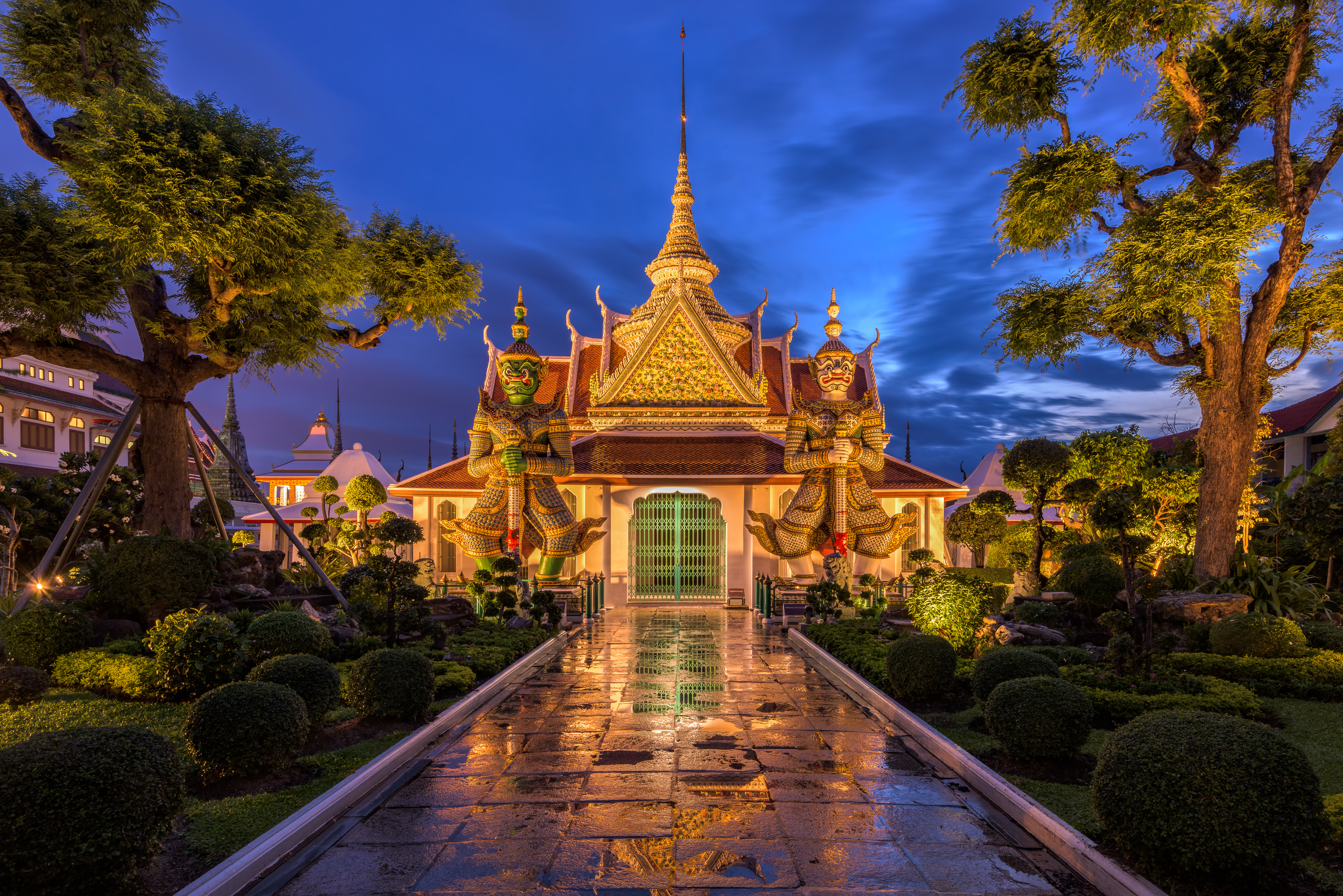
Porte Est de l'ubosot de nuit
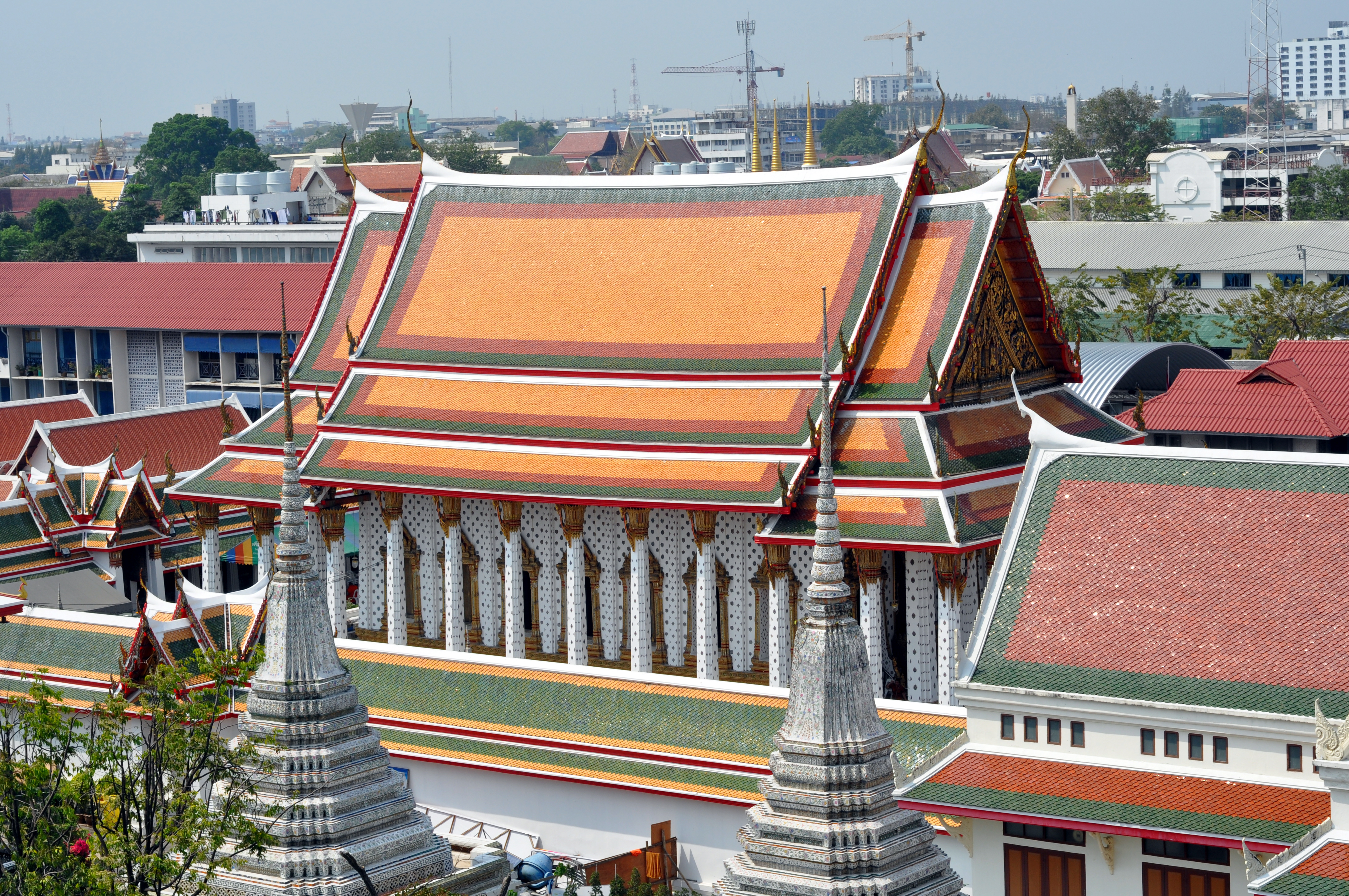
Le bot ou ubosot
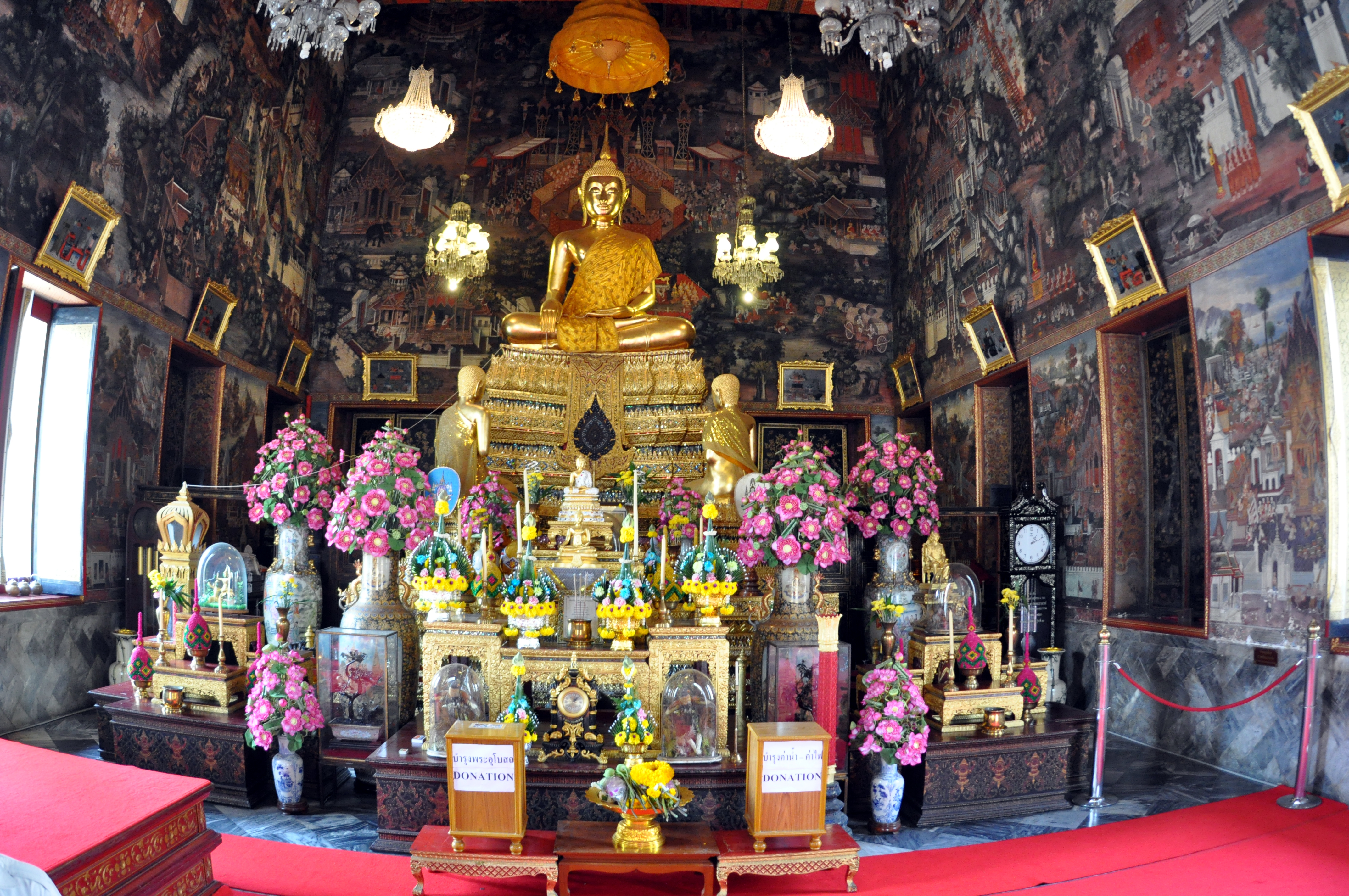
Intérieur du bot ou ubosot, peintures murales et statue de Bouddha (Phra Buddha Dharmisharaja Lokadhatutilaka)
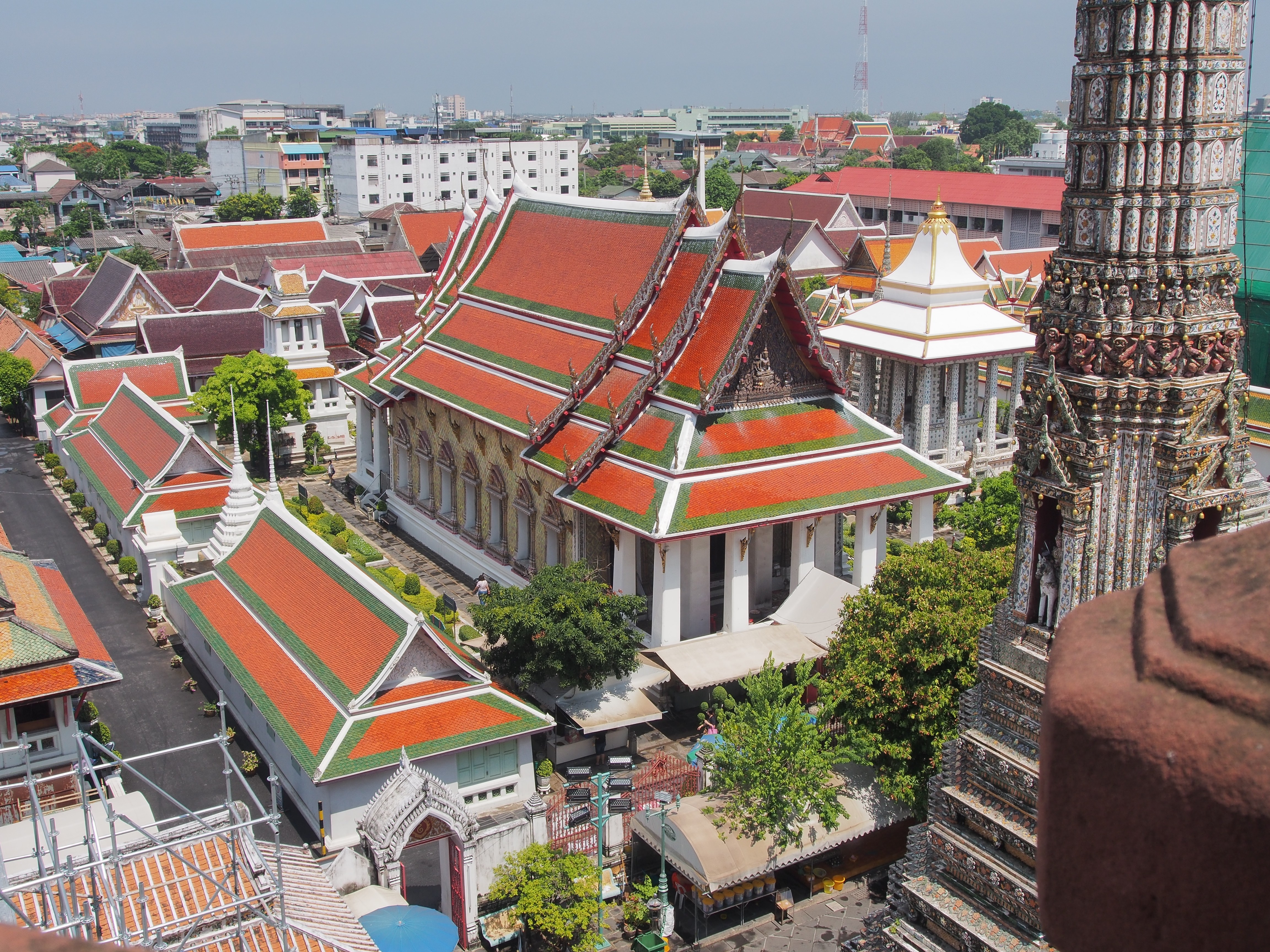
Le vihara (ou wihan) principal vu du prang central.
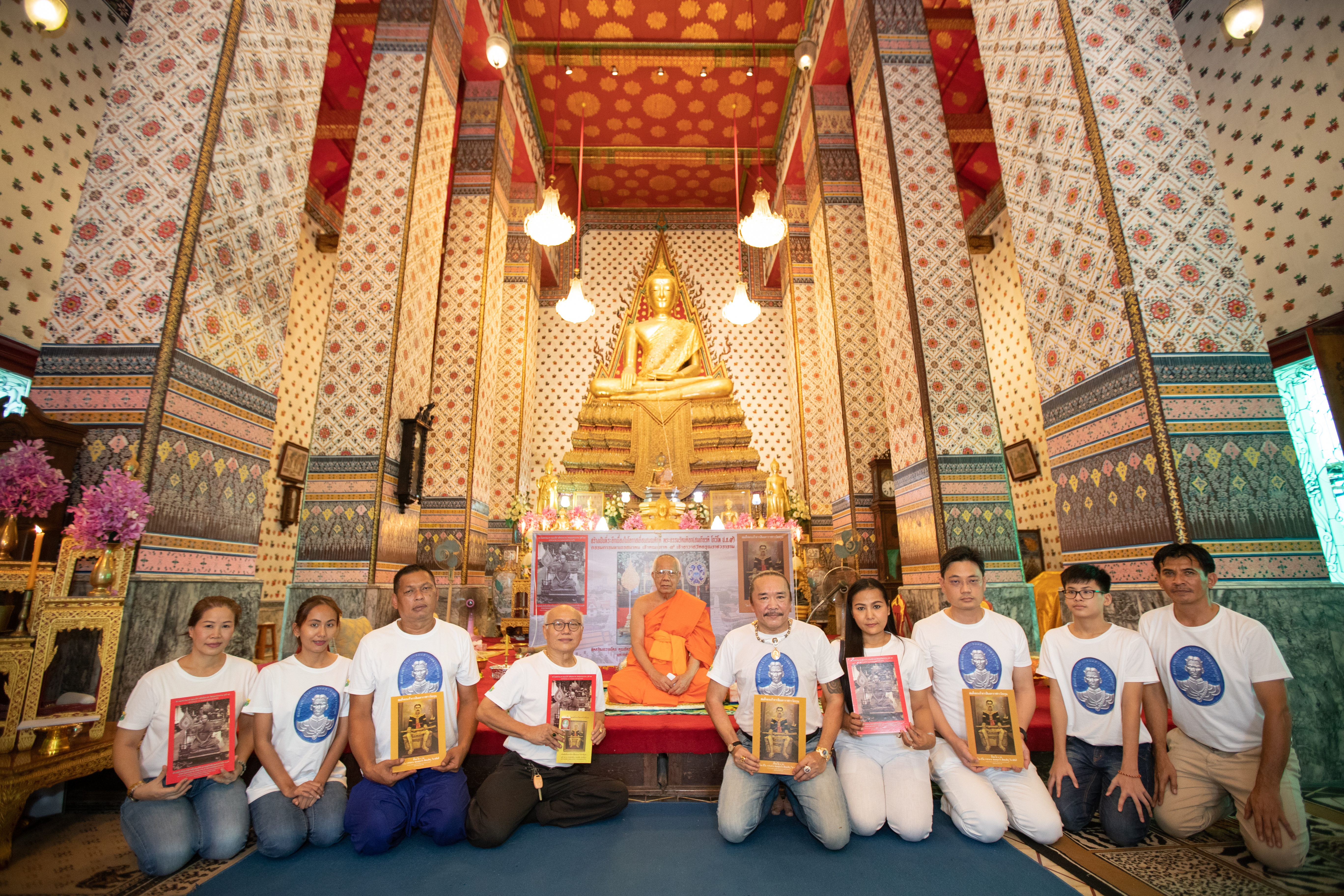
Intérieur du vihara, fidèles suivant l'enseignement d'un vénérable bonze et statue de Bouddha (Phra Phuttha Champhunut)
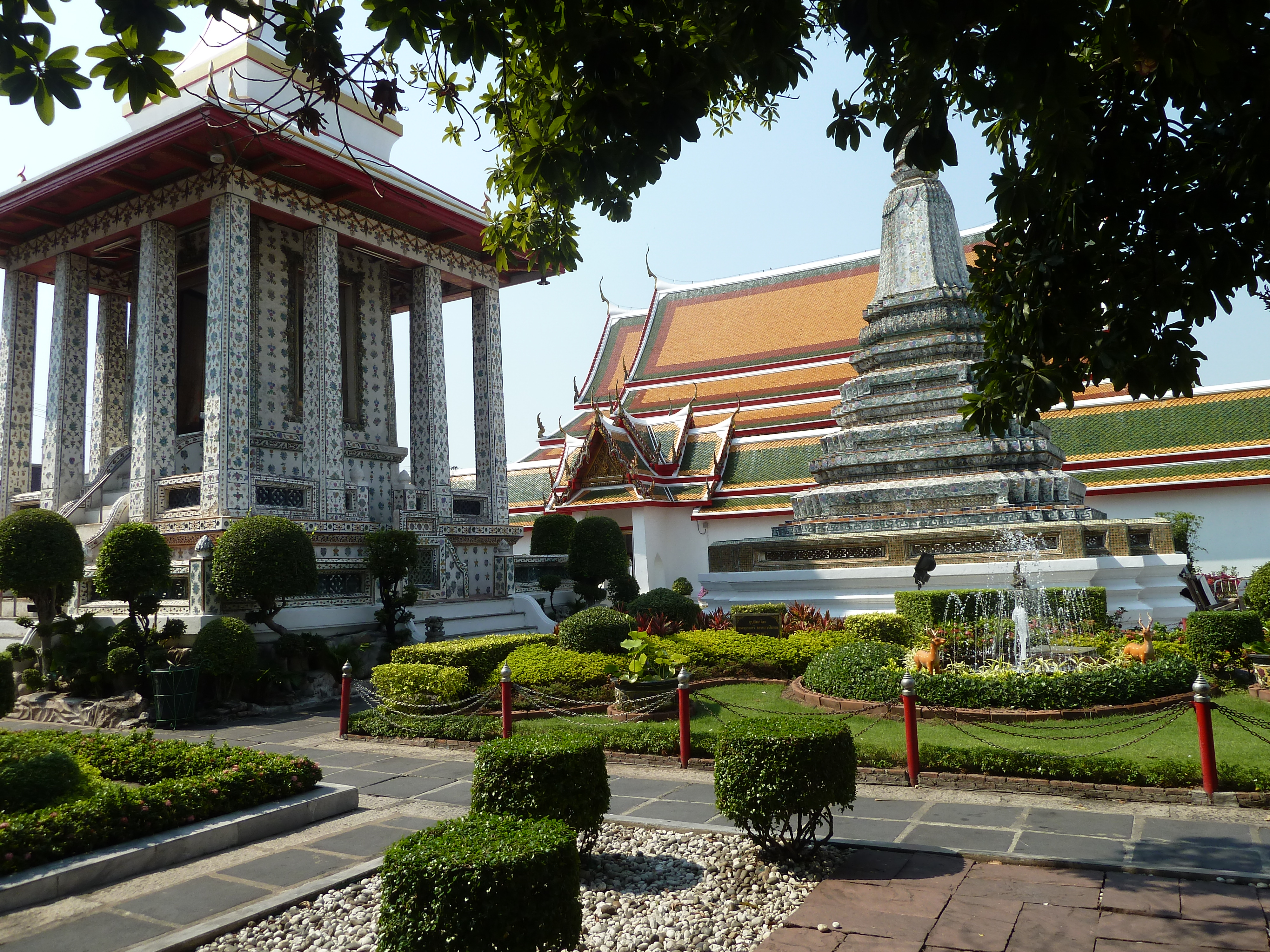
Grand mondop et Chedi (Stupa)

## Restaurations
Soumis à un climat tropical humide et chaud ainsi qu'à une forte pollution de l'air, les principaux monuments de Bangkok dont le Grand Palais royal, Wat Phra Kaeo, Wat Arun... sont régulièrement restaurés,,,.

Des restaurations fréquentes dues au climat tropical humide et chaud
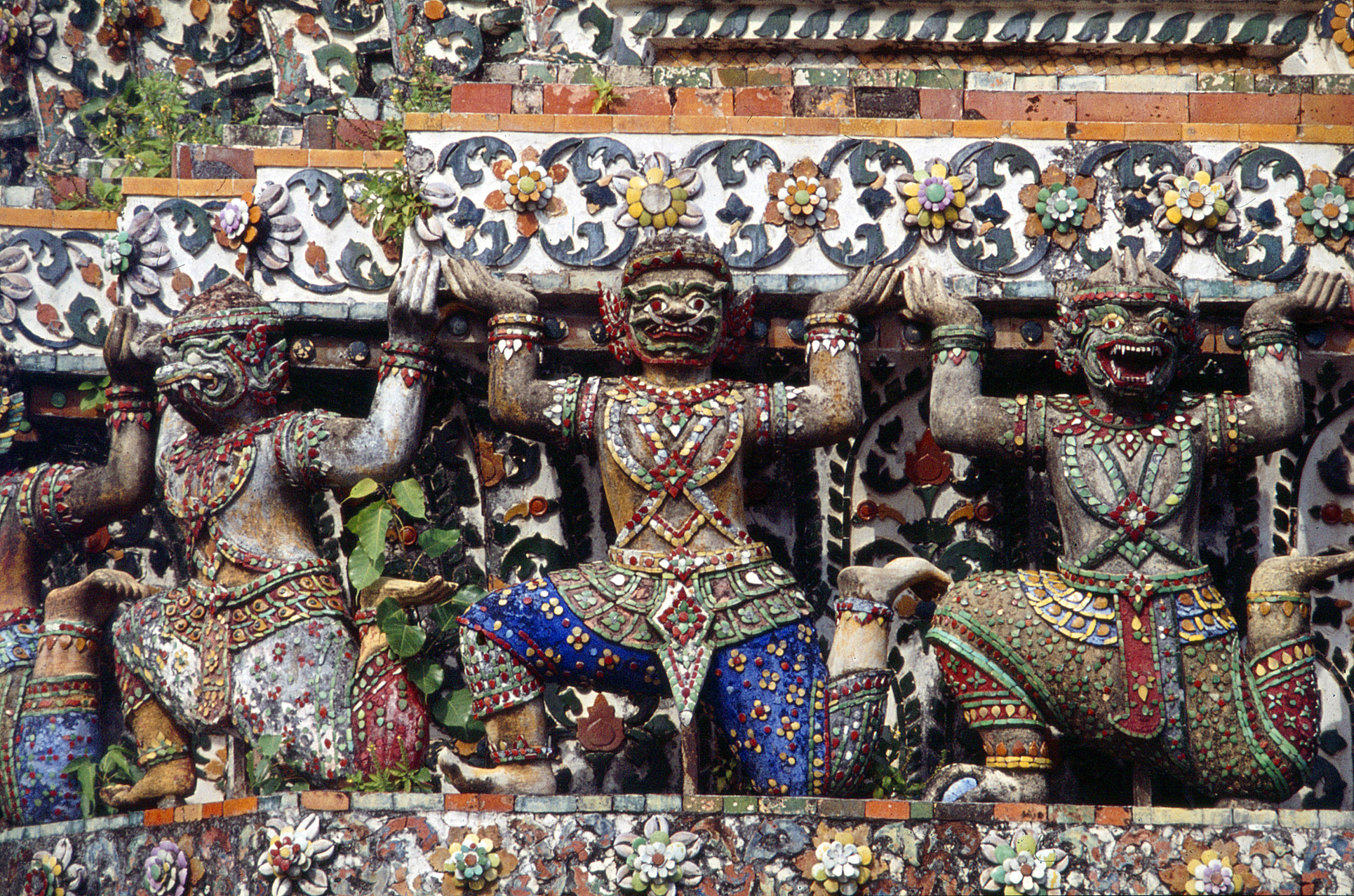
Yakshas et singes en 1976
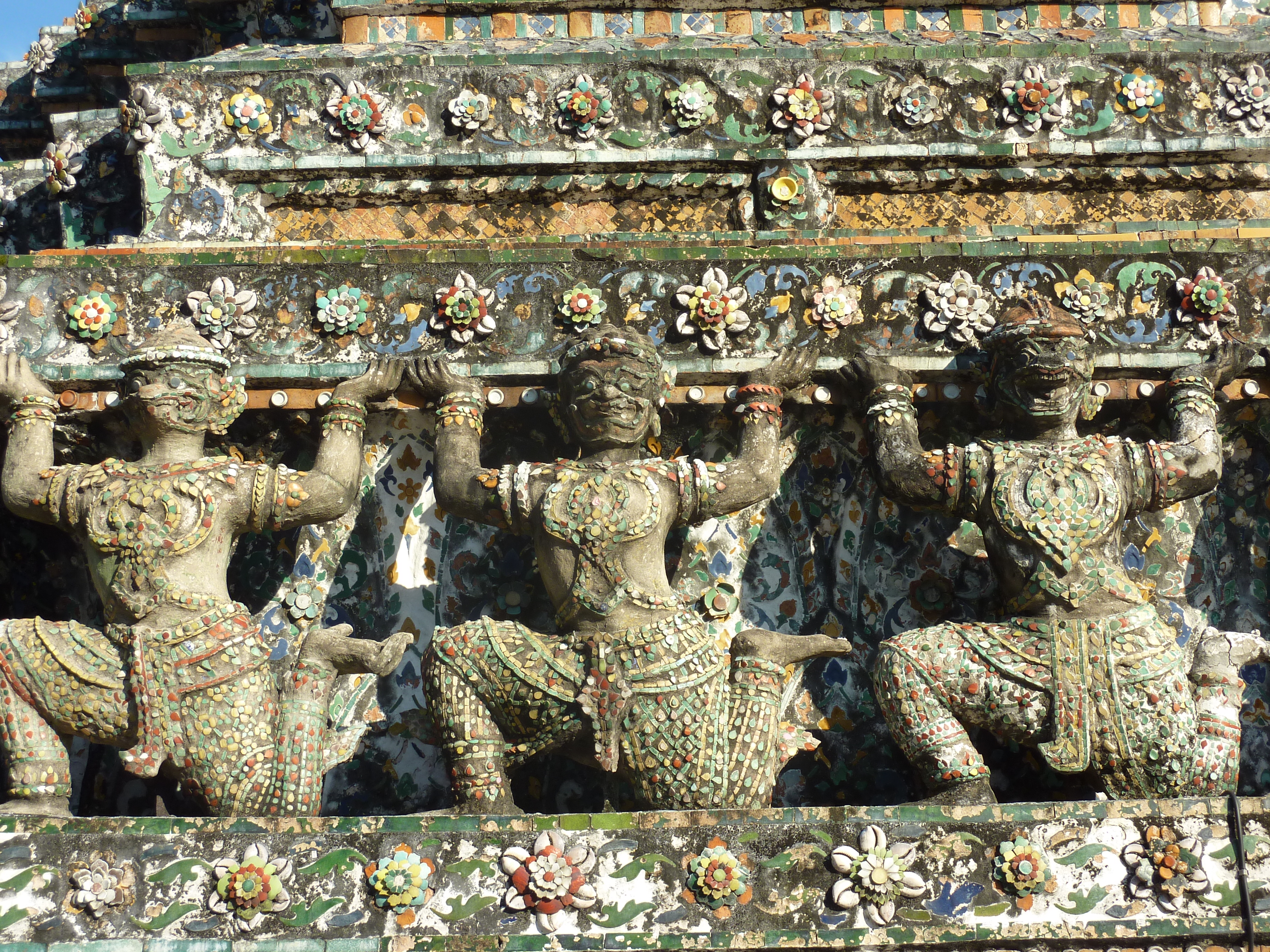
En 2012
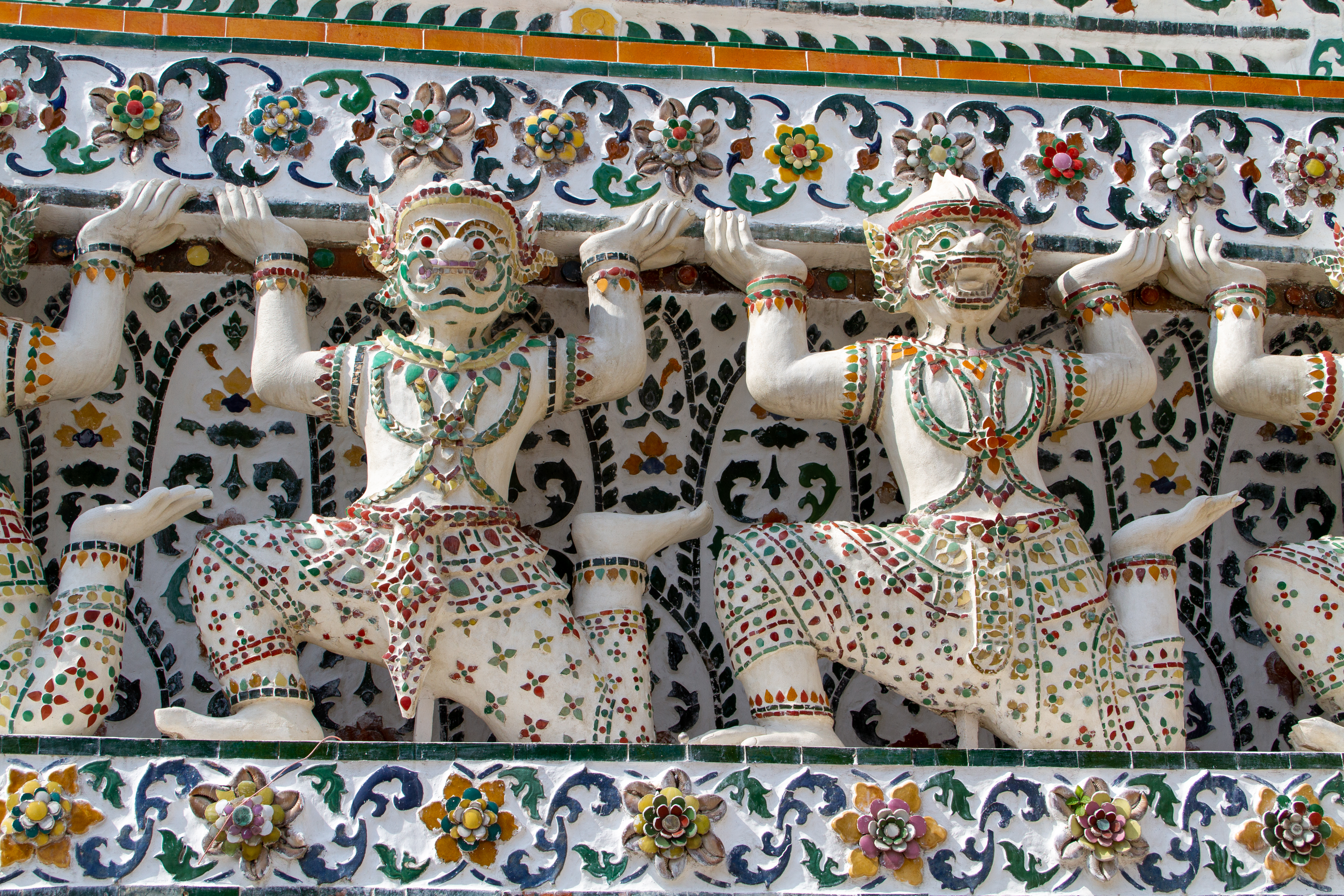
En 2016

## Numismatique
Sur les pièces de monnaie en Thaïlande, on trouve de nos jours coté face l'effigie du souverain ; et  coté pile un temple bouddhiste.
Sur la pièce de 10 bahts  bi-métallique, qui est très courante et qui ressemble très fortement à une pièce de 2 euros, coté pile figure le temple de l'Aube Wat Arun.

## Dans la fiction
Dans le jeu vidéo Hitman sorti en 2016, dans le niveau de Bangkok, le Wat Arun est visible de l'hôtel Himmapan où se déroule la mission, situé en face de lui de l'autre côté du fleuve.

## Galerie

Détails du Temple de l'Aube : Motifs floraux et statues de divinités ornés de tessons de céramique multicolore
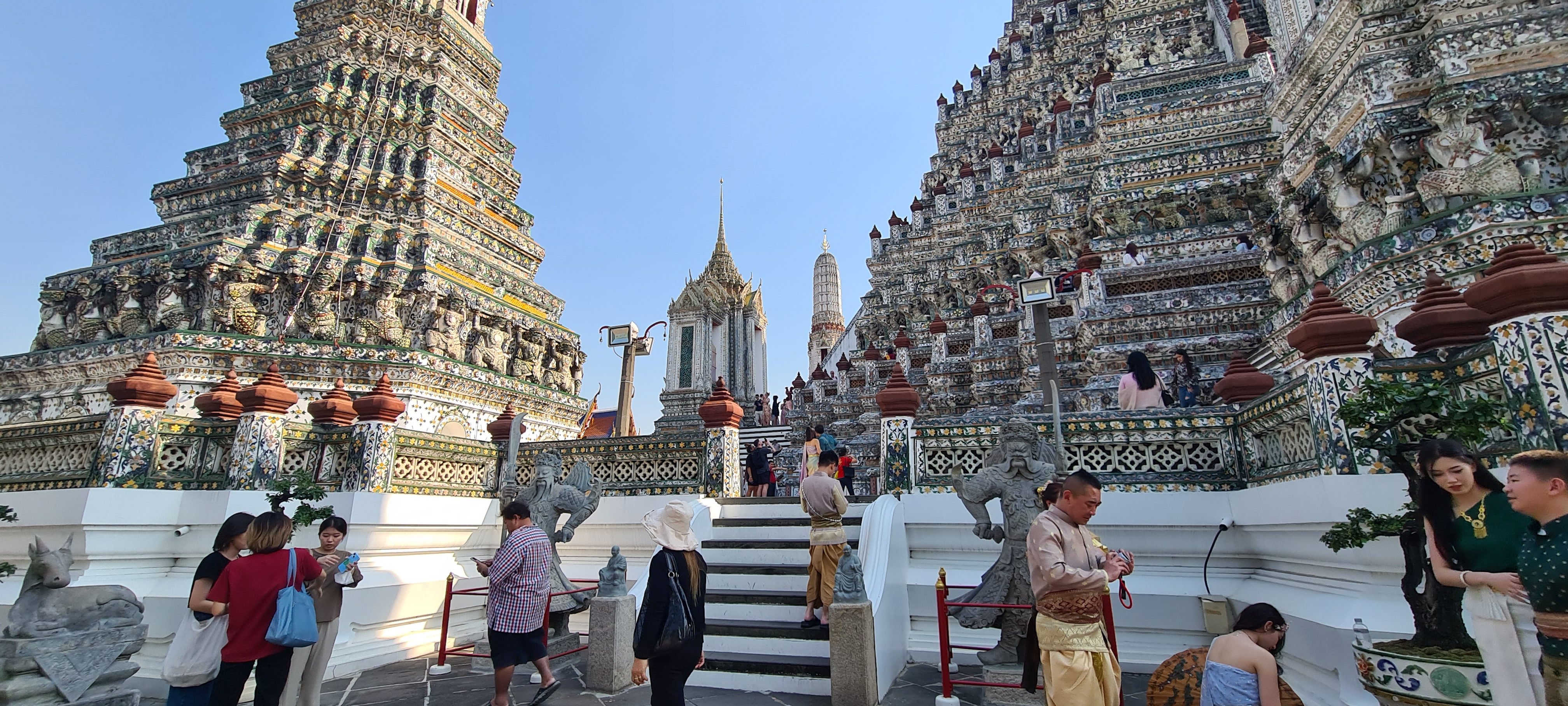
Wat Arun et ses chedi décorés de 300 000 tessons de céramique multicolore
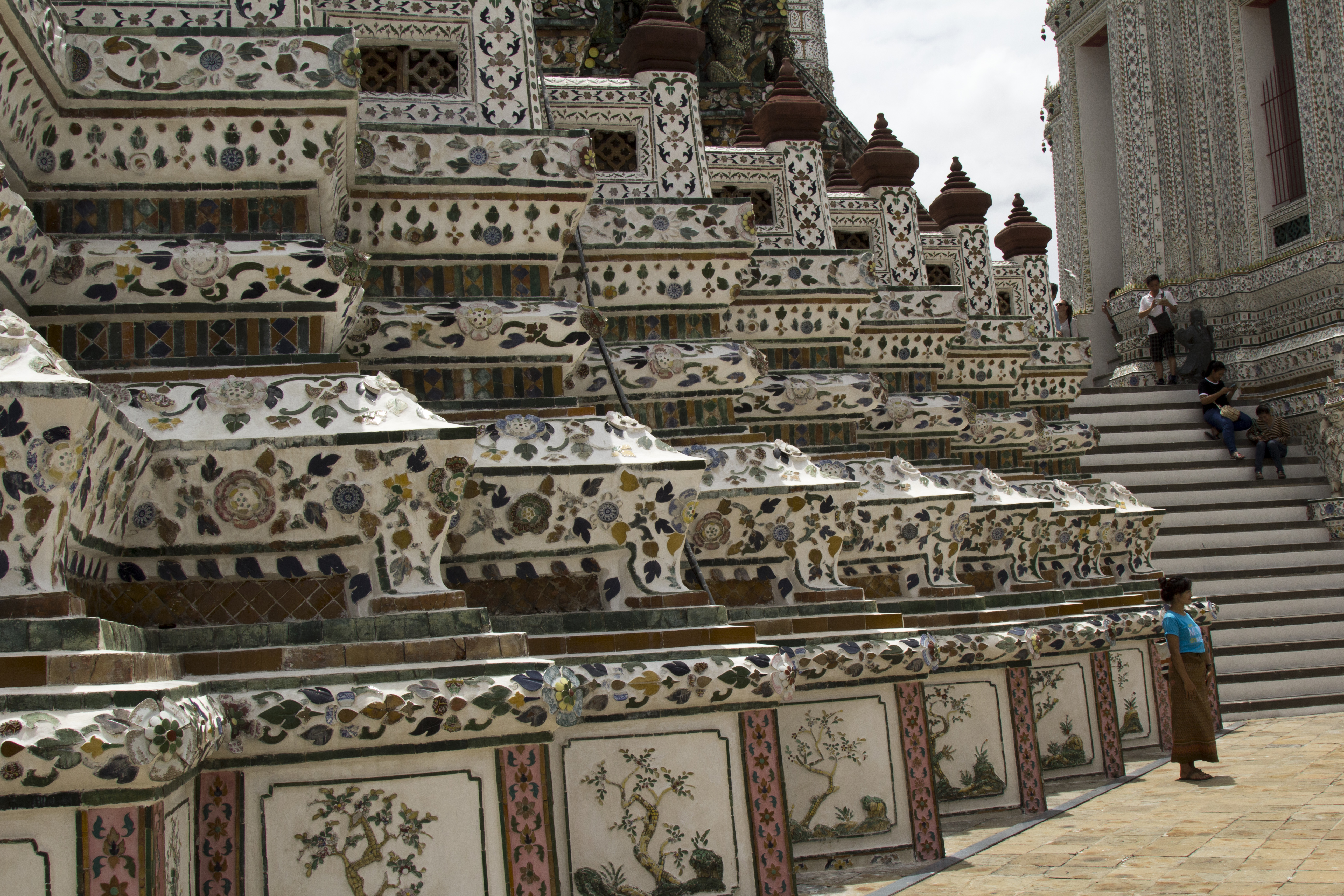
Motifs floraux
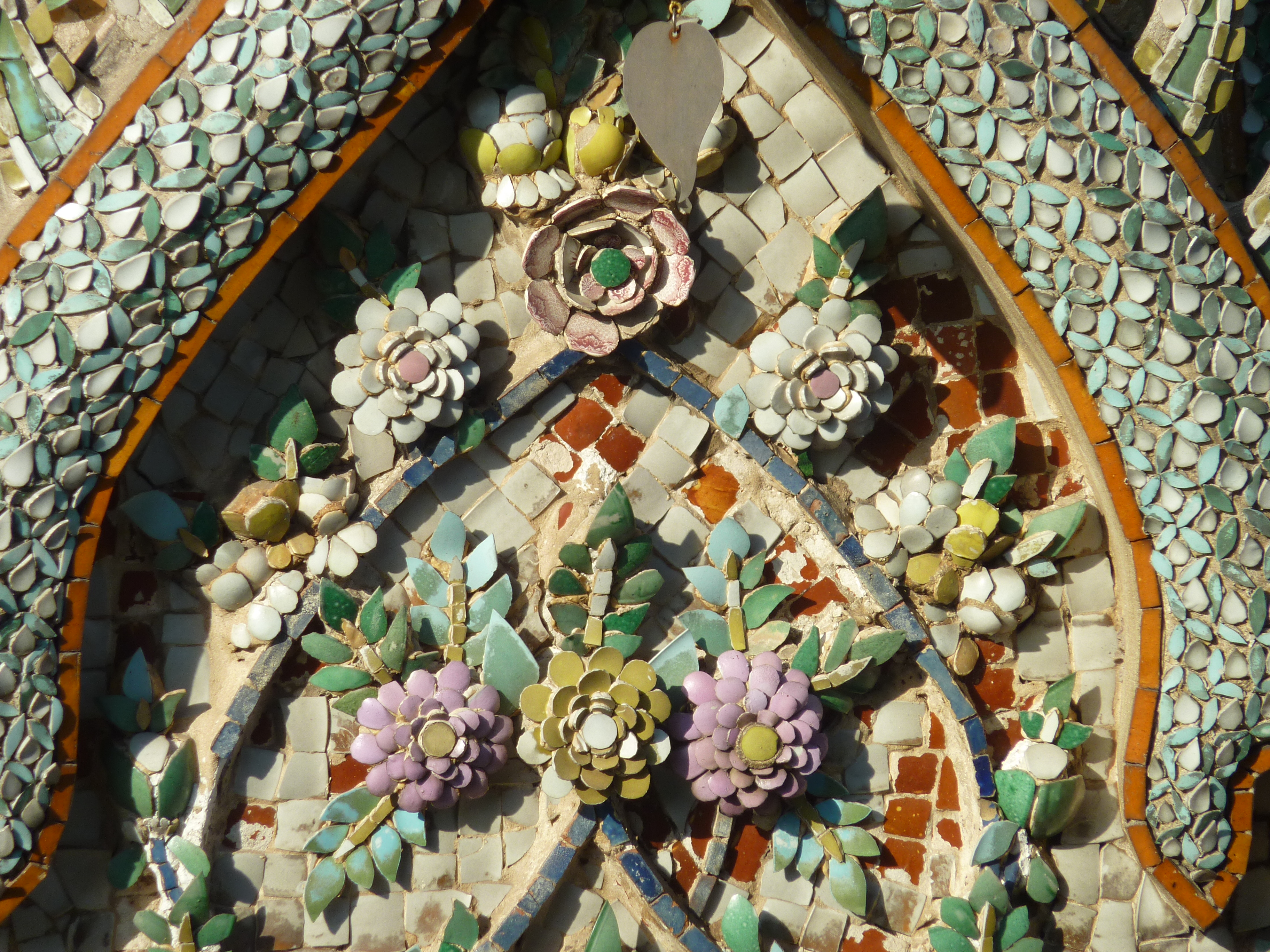
Motifs floraux
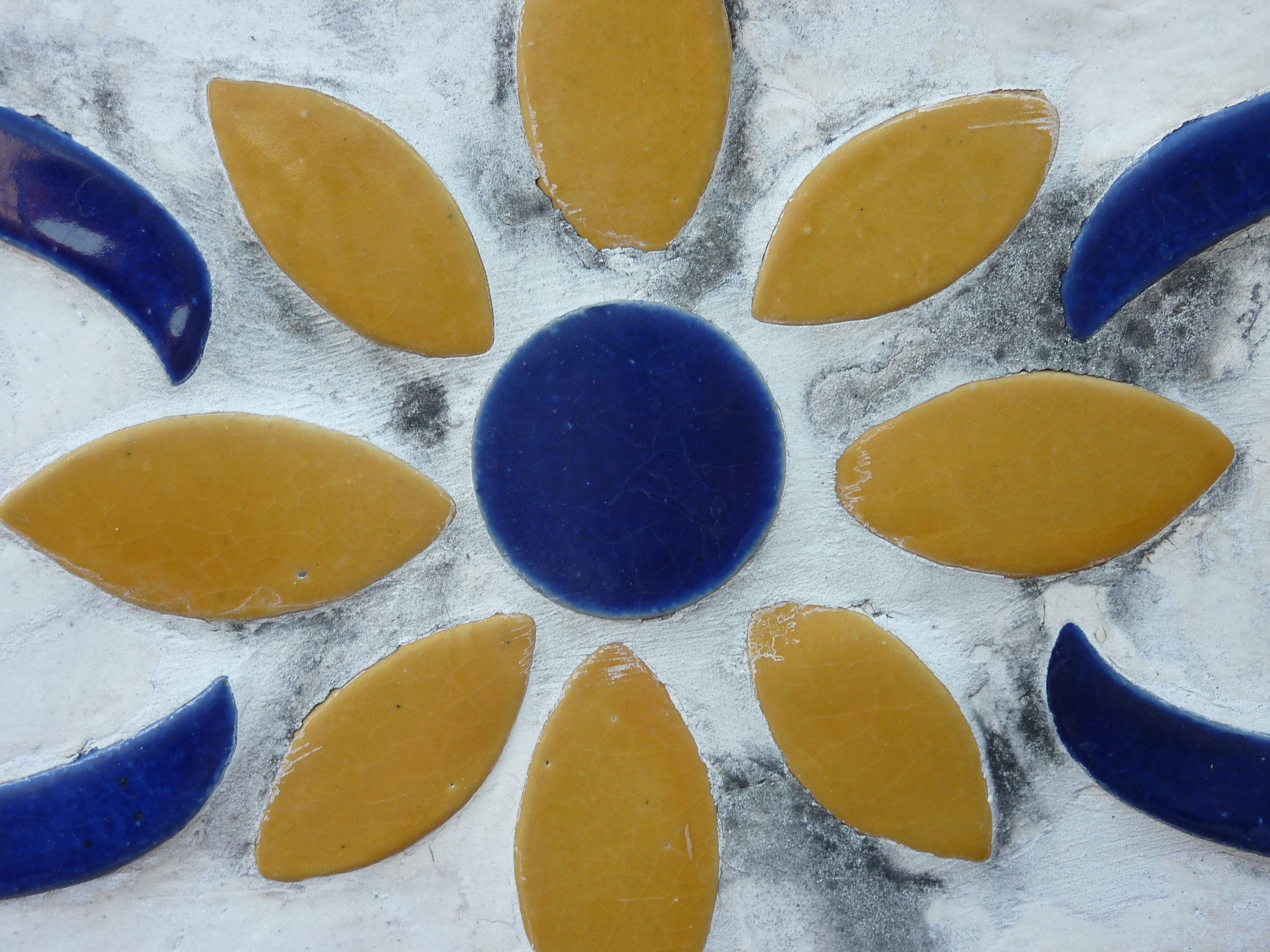
Fleur
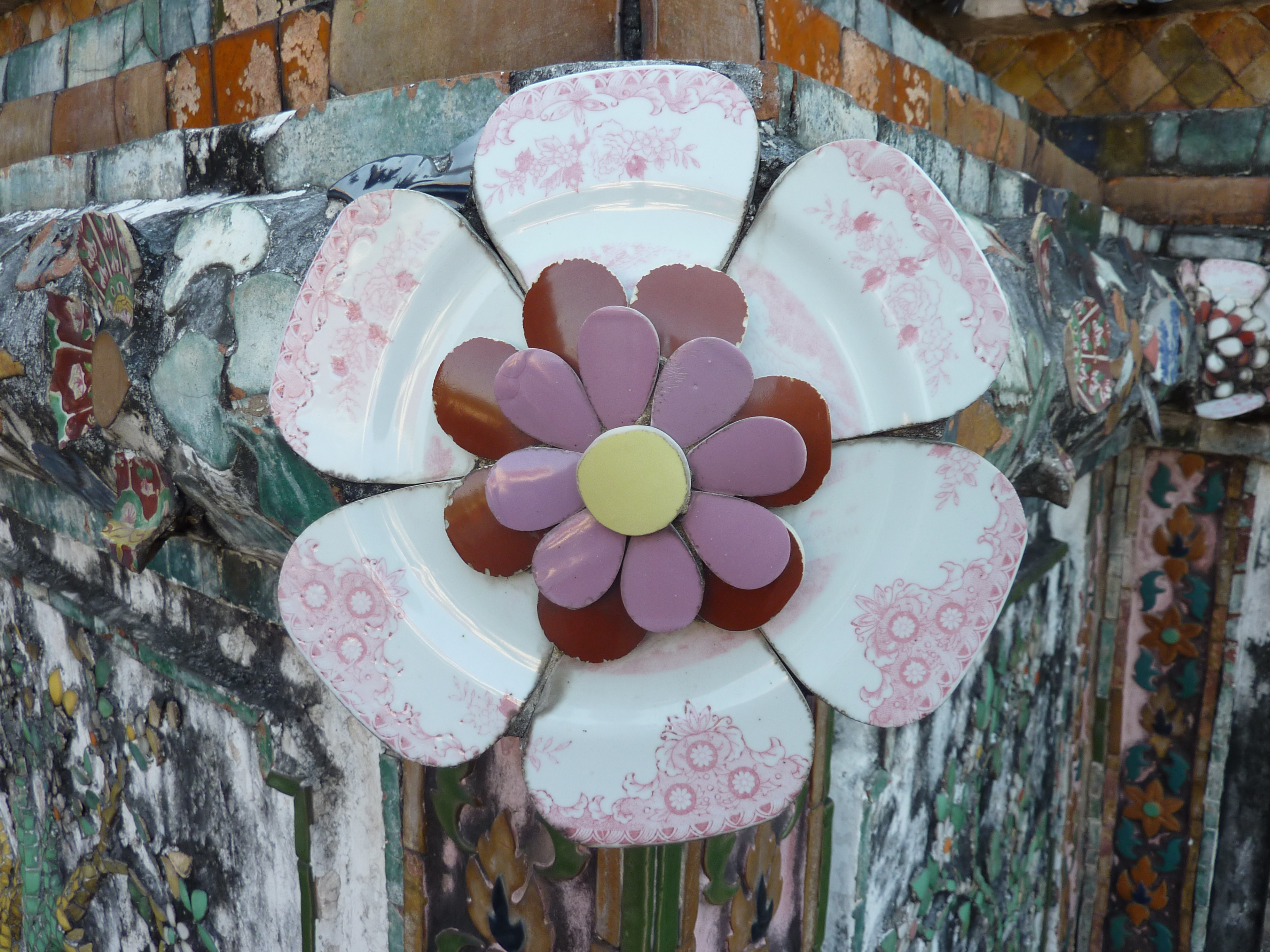
Fleur restaurée
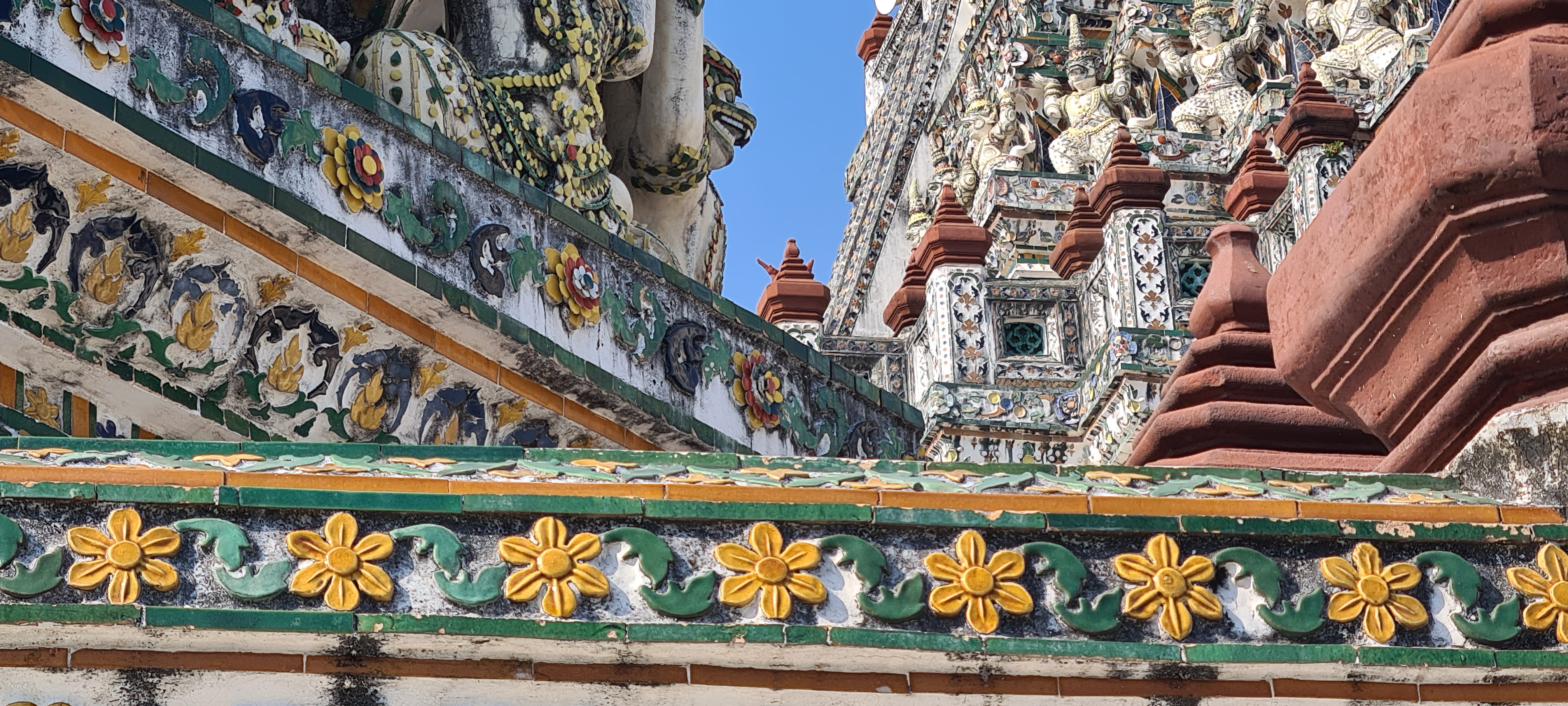
Frise de fleurs
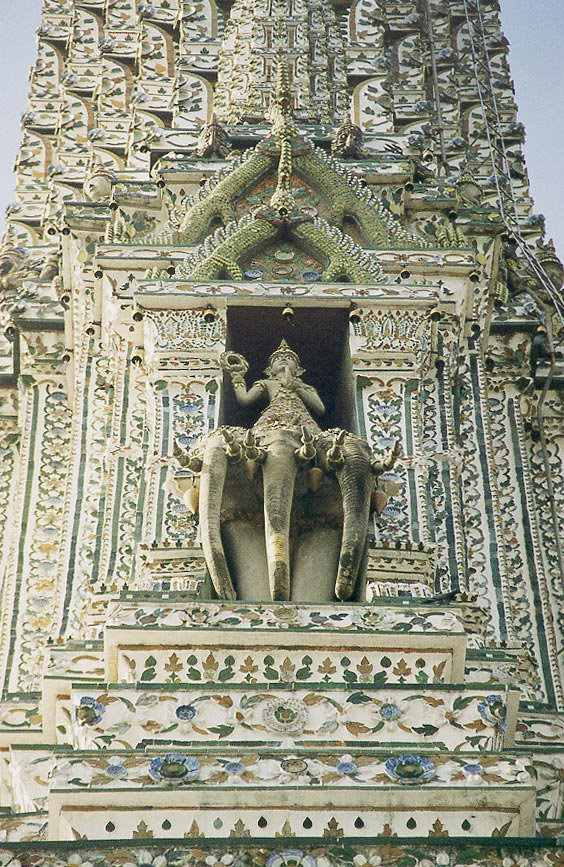
Indra chevauchant Erawan, prang central
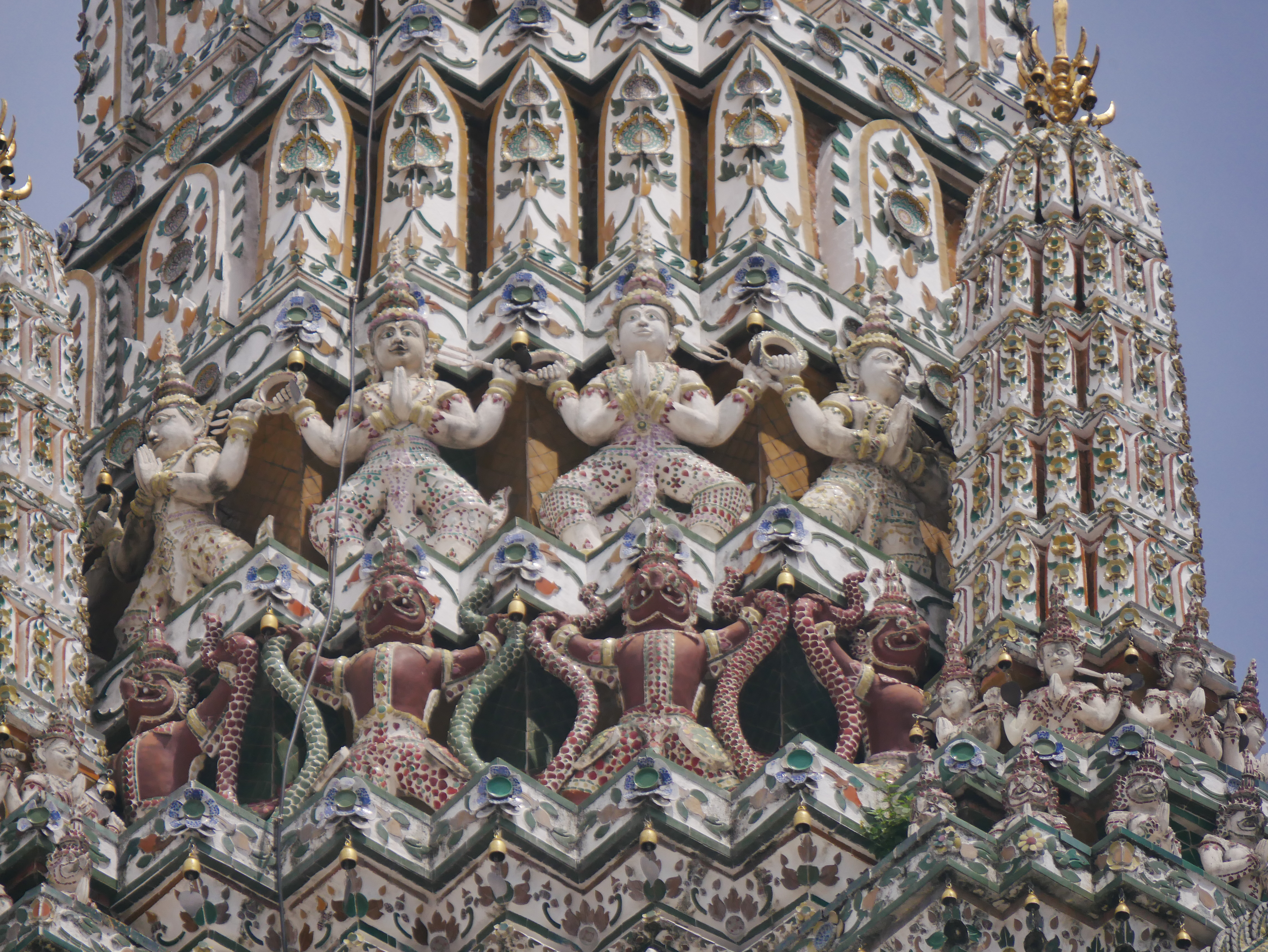
Devas, Garudas et Nagas
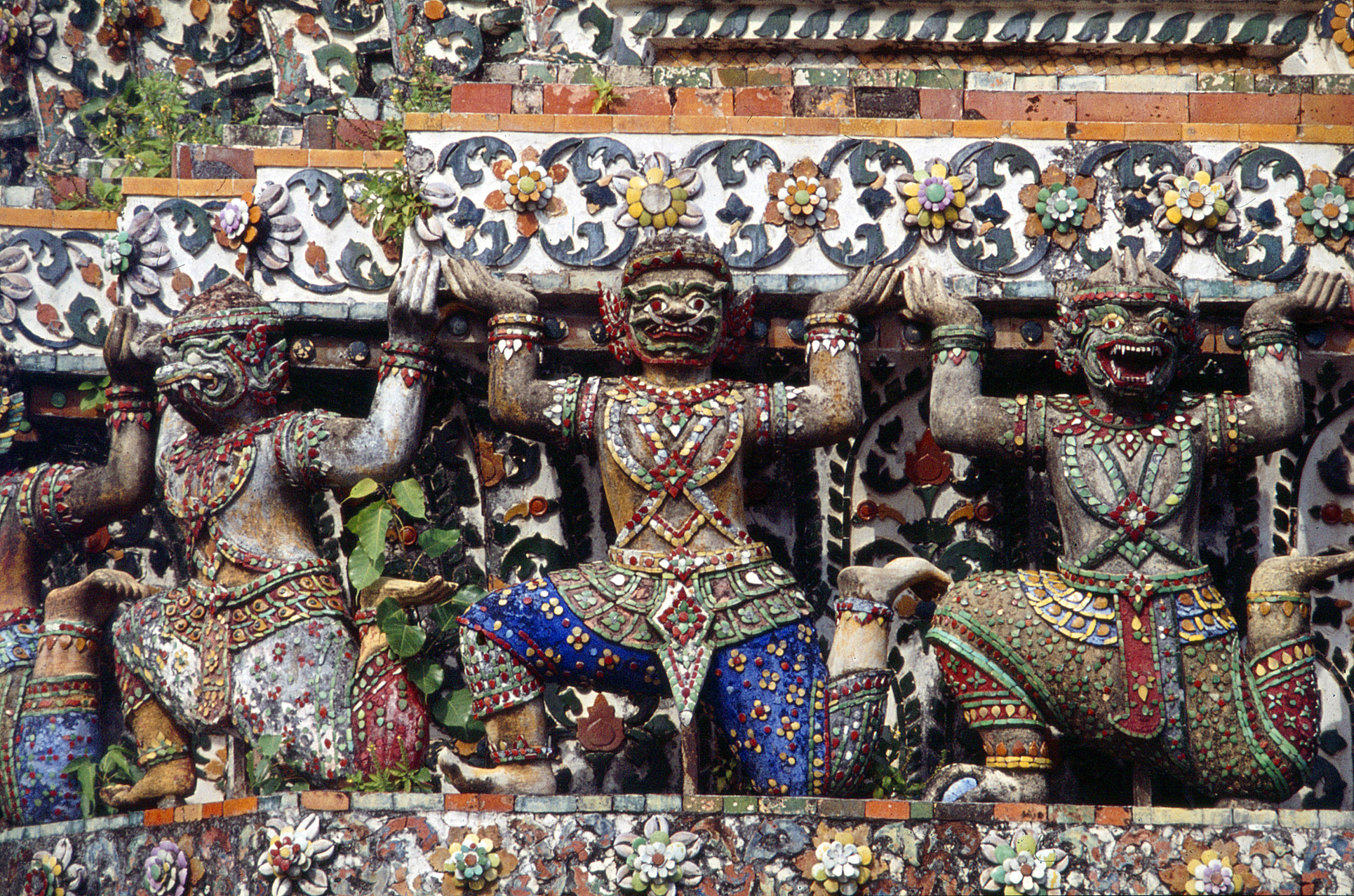
Yakshas et fleurs
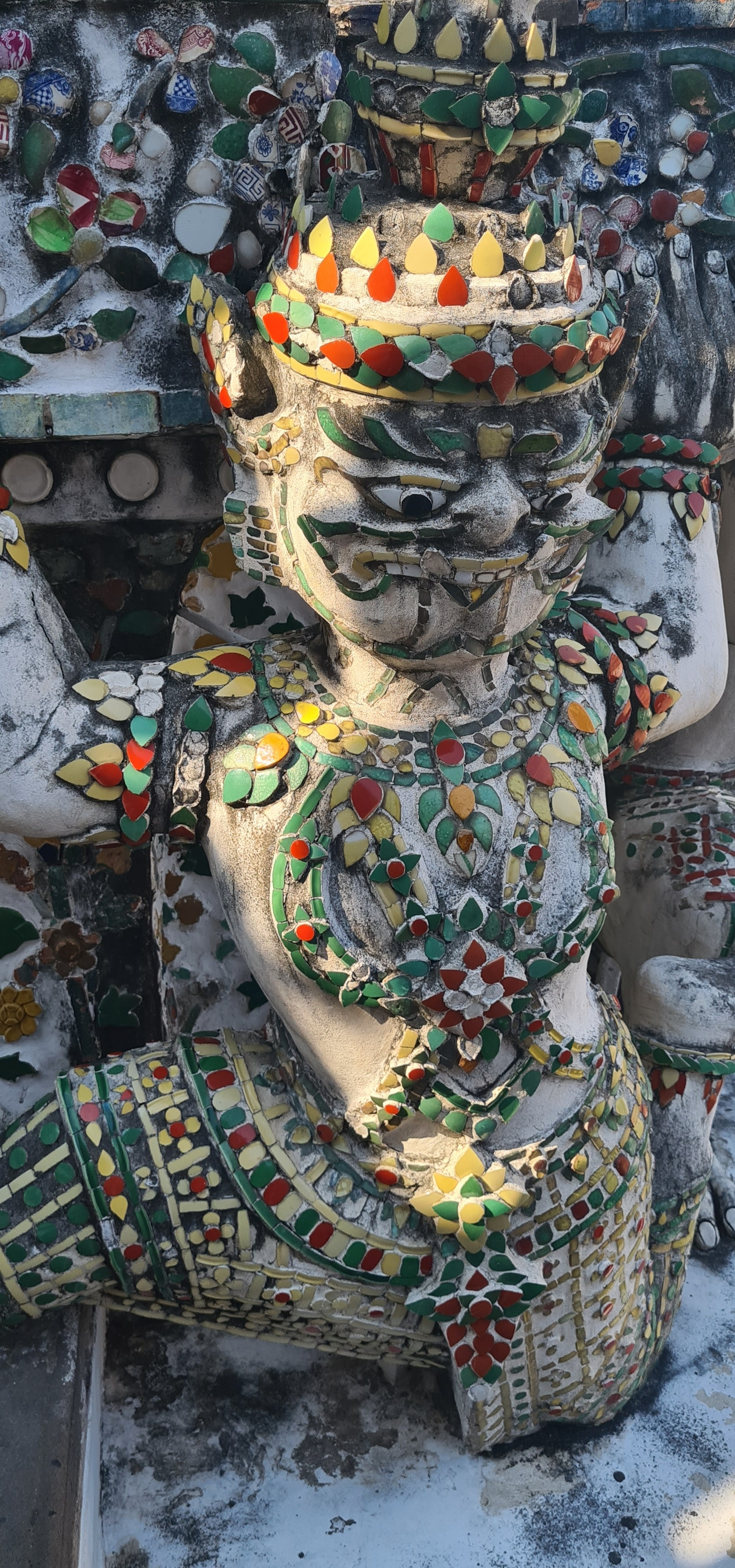
Yaksha